# はぐれ刑事純情派
『はぐれ刑事純情派』（はぐれけいじ じゅんじょうは）は、テレビ朝日・東映制作の刑事ドラマのシリーズ。1988年から2009年まで、計18シリーズ・444回（スペシャルも含む）が断続的に制作され、テレビ朝日系で毎週水曜21時00分 - 21時54分（JST）に放送された。
シリーズ開始時のキャッチコピーは「刑事にも人情がある。犯人にも事情がある。」で、これ以外にも各シリーズや劇場版では異なるキャッチコピーが用いられることもある。
本項目ではテレビシリーズの他、その終了後に制作されたスペシャル版、1989年に東映系で公開された劇場版、そして1991年刊行の小説版についても、併せて詳述するものとする。

## 概要
1987年に、テレビ朝日系列の水曜21時台に立ち上げられた刑事ドラマ枠であったが、最初の1年間に放送された『大都会25時』『ベイシティ刑事』の2作品がいずれも低調であったのを受け、その後番組たる本シリーズは刑事ドラマの原点に立ち返る形で、同系列で放映された必殺シリーズ（朝日放送（ABC）、松竹制作）で人気を博した藤田まことを主演に据え開始された。各シリーズとも原則として、前出の刑事ドラマ枠のうち、年度上半期の2クール（4月 - 9月）が放送期間に充てられており、年度下半期の『さすらい刑事旅情編』や『はみだし刑事情熱系』などと交互に放送されるというサイクルが、シリーズ終了まで継続された。
本シリーズの開始当時は、『あぶない刑事』『あきれた刑事』（共に日本テレビ）、『君の瞳をタイホする!』（フジテレビ）などのいわゆる「トレンディ刑事ドラマ」の隆盛期であったが、本シリーズは後述の通りそれらの作品とは一線を画した作風で、15.5%の平均視聴率を記録。以降20年近くにも及ぶ長期シリーズとして定着を見るに至った。全シリーズでの最高視聴率は、1992年8月19日放送分（第5シリーズ第20話「過激なダイエット・盗撮された女子高生」）で記録した25.4%（ビデオリサーチ関東地区調べ）。この好視聴率ぶりと長期化により、本シリーズは1990年代における藤田の代表作の一つとなったものの、同時にそれまで出演していた『必殺シリーズ』からの一時降板のきっかけの一つともなった。

### 特徴
各シリーズとも、東京都渋谷区近辺を管轄する、警視庁山手中央警察署刑事課（強行犯係主任）の安浦吉之助刑事（通称やすさん）が、強い正義感と温かい心で、犯罪に苦しむ人たちのことを常に考えながら捜査に当たっていく姿が描かれる。シリーズ開始当時の刑事ドラマで主流とされていた、拳銃の携帯や発砲・格闘シーンは本シリーズでは殆ど見られず、概して「捜査を通じて、犯罪の裏にある人間の弱さ、愚かしさを的確に見抜く」様が描写される。また、安浦刑事の次女役として、当時14歳で子役出身の演技派として知名度を上げていた小川範子を起用し、血のつながりのない父と思春期の娘の葛藤や成長を描くホームドラマの要素も持たせた。東映の白倉伸一郎は、同じく東映制作の『特捜最前線』が脚本家や監督の個性を出していたのに対し、本シリーズは誰が担当しても定石を外れず見心地が保証されたシリーズであると評している。
撮影体制は、1995年放送の第8シリーズまでフィルム撮影で、1話ごとにテレシネ版とフィルム版の完パケが存在し、前者は本放送およびBS朝日とテレ朝チャンネルの再放送で、後者は地方局と東映チャンネルの再放送でそれぞれ使われる。1996年放送の第9シリーズからはVTR撮影に移行し、2005年の年末スペシャル以降のスペシャル版4作はハイビジョン撮影とされた。
主題歌は全シリーズとも一貫して堀内孝雄が歌唱を担当。堀内自身もテレビシリーズのうち8話分とスペシャル1話、および劇場版に出演しており、出張捜査に出た安浦を支援する地元所轄警察署の警察官（劇場版）や刑事（第6シリーズ第22話）のほか、過失致死の犯人（1999年スペシャル）など様々な役柄を演じた。

### テレビシリーズ
全シリーズ共通の出演者としては主演の藤田に加え、横溝署長役の梅宮辰夫、川辺課長役の島田順司、片桐由美役の眞野あずさの4人で固定されており、これに安浦の娘役の松岡由美と小川範子が加わる。若手の刑事はおおむね数年で栄転により交代するが、第1シリーズに登場する新藤刑事役の木村一八は、放送期間中に引き起こした不祥事によりクリフハンガーの形で姿を消した（後の第10シリーズ最終回にてゲストとして再登場）。この他、第2シリーズに登場する浅野刑事役の吉田栄作や、第5シリーズに登場する中上刑事役の西島秀俊など、後年ブレイクする俳優も名を連ねた。14年目以降は殉職による退場というケースも増え、若手以外のメンバーも物語より去ることも珍しくはなくなった。また、シリーズが長期化するにつれて「登場人物が3シリーズごとにひとつ歳をとる」とする設定も追加された。
原則として、各シリーズとも一話完結のエピソード群によって構成されており、山手中央署が捜査を手掛ける事件の容疑者・関係者や、安浦を中心とする刑事達の人間模様を描くのを基本とした。また、安浦家での娘たちとの応酬や、バー「さくら」でのママとの煮え切らない恋模様も、毎回の見どころとして盛り込まれている。
シリーズ初期にはハードボイルド路線も志向されていたものの、中期以降の人情路線へシフトする過程で犯人も裏社会の側から、主婦・サラリーマン・自営業主など市井の人物が増え、1990年代はじめのバブル崩壊以降の長引く不況、高齢化社会、ネット犯罪、引きこもりなど、実際の世情を反映したエピソードが多数を占めるようになっていった。人物設定や劇伴などから、古今東西の名作洋画や邦画をオマージュしたと思われるエピソードもいくつか散見される。各シリーズの初回・最終回（やその付近）、および正月の時期には、地方や海外を舞台としたスペシャル版が放送され、国内の場合はその土地ならではの第一次産業や宿泊・観光業の従事者が事件関係者であることが多く、温泉地の場合は若手刑事が長湯をして捜査や打ち合わせに遅刻し、先輩刑事に小言を言われる一幕が挿入されるのがお約束だった。シリーズ後期になると前述の通り、若手刑事の殉職などが通例のイベントとして取り上げられることも多くなっていった。
タイトル出しは、黒の背景に、振り返る安浦刑事（＝藤田まこと）、題字、「はぐれ刑事、純情派！」という藤田自身の読み上げによるタイトルコール。次回予告も藤田の読み上げで行われたが、『特捜最前線』や『さすらい刑事旅情編』でも見られた、作中でのナレーターや出演者によるナレーションの挿入は原則として行われなかった。例外として、レギュラー放送の最終回となるファイナル（第18シリーズ）最終話は安浦刑事のモノローグで始まり、エンディングも「ふたりで竜馬をやろうじゃないか」のフルコーラスが流れる中、安浦が夜の渋谷（渋東シネタワー前）で道玄坂の喧噪を見つめながら歴代の部下や若手刑事を回想し、街の平和に思いを馳せるモノローグで物語を締めくくった。
シリーズ開始から18年を迎える2005年1月、テレビ朝日と東映がテレビシリーズを終了することを記者会見上にて発表し、同年4月から1クール作品として放送された「ファイナル」の終了をもって、テレビシリーズに一区切りが打たれた。テレビシリーズ終了までに放送されたエピソードは、スペシャル版も含めて計440回（通常回400回、スペシャル40回）にも上った。ファイナル最終回の放送日である2005年6月29日には、関東地区ローカルで15時から約2時間の特別番組『最終回直前スペシャル』も編成され、最終回のメイキングシーンや、藤田まことの進行で第1シリーズ第1話「密告者は美人靴みがき」と、歴代最高視聴率を獲得した第5シリーズ第20話「過激なダイエット・盗撮された女子高生」の2本がアンコール放送された。テレビシリーズの終了に際して、テレビ朝日の早河洋常務は「18年経ち（ドラマ設定）年齢的に限界を感じた」と説明。また主演の藤田も「家族構成に限界を感じていた」とコメントするとともに、70歳を超えて現職警察官を演じることへの限界と、娘役の松岡由美と小川範子がともに30歳を超えているにもかかわらず、父親と同居中というシチュエーションに限界が来たということを理由として挙げている。

### シリーズ完結とその後の展開
テレビシリーズの終了後も、2005年から2009年までほぼ連年にわたって年末にスペシャル版が計4作制作・放送され、2009年末に放送された最終回スペシャルをもって、20年あまりに及んだシリーズの歴史に終止符が打たれた。このスペシャル4作は、前述の通りテレビシリーズでは最後まで見送られたハイビジョン撮影も行われ、安浦刑事の長女エリの結婚から妊娠、次女ユカの警察官拝命などエポックメイキングなエピソードも盛り込まれており、いずれも15 - 18%台の視聴率を獲得するに至った。
最終回スペシャル放送の翌々月となる2010年2月17日、主演の藤田まことが大動脈破裂のため76歳で死去。これを受けてテレビ朝日では追悼番組として、本シリーズのうち2007年スペシャル「帰ってきた安浦刑事!命を懸けた大捜査!!」を、BS朝日では2005年年末スペシャル「帰ってきた安浦刑事!そして…さよなら田崎刑事!」を2月20日に特別放送した。さらに21日には、2009年最終回スペシャル「さよなら安浦刑事!命を懸けた最後の大捜査!!」を日曜洋画劇場特別企画として、当初放送予定であった『交渉人』を一週順延する形で放送。視聴率は関東で15.8%、関西で20.5%を記録した。また、ドラマ内におけるゲストの北原（佐藤アツヒロ）に対する説得は、藤田自身の体験を反映させたアドリブであったことが、最終回スペシャルの監督を務めた岡屋龍一によって明らかにされた。翌年以降も、2011年2月12日には藤田の一周忌特別企画として、HDリマスターされた劇場版がBS朝日で放送された。
本シリーズの完結後も、それ以前より地上波・BS・CSで行われていた再放送が頻繁に継続されている（詳細は再放送の節も参照）一方、映像ソフト化やネット配信については2025年現在、劇場版のDVDがリリースされているのみに留まっている。

### その他
本番組は、アメリカ合衆国ハワイ州でも放送実績があり、その関係からハワイ州でも藤田まことの知名度は高い。現地には娘と孫が在住していたこともあり、頻繁にハワイ州を訪れていた藤田は当時のホノルル市長とも親交があった他、現地の日本国語ラジオ局への出演や、シルバー・センター訪問なども行っていた。
後年制作された刑事ドラマの中には、本シリーズに対するオマージュを盛り込んだ作品も、以下の通り複数存在する。
- 『はぐれ刑事三世』：2020年10月15日に放送された、原田泰造主演の単発ドラマ。具体的な関連の明示こそないものの、主人公の浦安刑事のネーミングなどに本シリーズを意識した部分が複数見られる[3]。
- 『警視庁アウトサイダー』：2023年の1月クールに放送された木曜ドラマで、主人公の刑事・架川英児が、本シリーズの安浦刑事を尊敬しているという設定が盛り込まれている[4]。架川役の西島秀俊は、前述の通り本シリーズにもレギュラー出演の経験を持ち（同時に俳優としてのデビュー作でもある）、作中で安浦刑事からもらったとされるサイン色紙が登場した回では、Special Thanksとして「藤田まこと企画」の名がクレジットされている。
- 『警視庁・捜査一課長 』： 2024年4月16日放送分のスペシャル10において、渋谷で発生した殺人事件の捜査本部が設置される警察署として「山手中央署[注 13]」が登場し、番組タイトルにも本シリーズと類似した毛筆風フォントが用いられるなど、各所に本シリーズを意識した演出が散見された。

## 登場人物

### 警視庁山手中央警察署
安浦吉之助
演 - 藤田まこと
階級は特任巡査部長。本シリーズの主人公である、山手中央警察署の名物刑事。試験に拠らず事件解決の功で昇進している万年ヒラで、部長刑事だが主任ポストではない。妻とは死別しており、妻の連れ子である二人の娘と暮らす。
川辺精一
演 - 島田順司
刑事課長。階級は警部。上司にはへつらい、部下には辛く当たるといった、典型的な中間管理職のイメージそのもののキャラクターで、大変な恐妻家でもある。一方では人情に厚い面も持ち合わせており、横溝署長同様に安浦の良き理解者でもある。
横溝重忠
演 - 梅宮辰夫
山手中央警察署長。階級は警視。安浦の一番の理解者。

### その他の人々
片桐由美
演 - 眞野あずさ
安浦刑事行きつけの高級バー「さくら」のママ。安浦の私生活での一番の理解者であり、安浦にとってかけがえのない女性。安浦の要請でエリやユカの相談相手にもよくなっており、彼女らにも母親候補として認められている。
島崎（結婚改姓前は安浦）エリ
演 - 松岡由美
昭和46年12月2日生まれの設定。
安浦の長女で、安浦夫人の連れ子。父の出張捜査ではなぜかユカ共々必ず鉢合わせになる。
安浦ユカ
演 - 小川範子
昭和49年3月17日生まれの設定。
安浦の次女で、安浦夫人の連れ子。オープニングでは、安浦の次に名前がクレジットされる準主役の扱いであり、主演エピソードも複数回ある。後に警視庁巡査を拝命、最終回スペシャルでは父と同じ山手中央署に配属された。

## スタッフ
- 企画 - 白崎英介（テレビ朝日）
- 脚本 - 小木曾豊斗（85回）、石原武龍（67回）、石松愛弘（45回）、難波江由紀子（41回）、奥村俊雄（39回）、篠崎好（37回）、荻原美和子（23回）、大塚孝典（21回）、松本功（18回）、洞沢美恵子（17回） 他
- 音楽 - 甲斐正人
- 監督 - 吉川一義（106本）、天野利彦（87本）、岡屋龍一[注 15]（62本）、村川透（40本）、鷹森立一（26本）、高畑隆史（25本）、道木広志（24本）、息邦夫（15本）、宮越澄（14本）、永野靖忠（11本）、伊与田一雄（同） 他
- 撮影 - 西山誠、森隆吉、藤本茂、内田正司、内田安夫、小野進、鈴木耕一、上田正治、池田健策、中川健一、原秀夫、横手丘二、緒方博、上赤寿一
- 編集 - 伊吹勝雄、成島一城、山口一喜、只野信也、川島章正、北澤良雄
- 制作協力 - 新演技座（1990年 - 1995年） → ライズアップ（1997年 - 1999年） → オフィス斉藤（2000年 - ）※いずれも主演である藤田まことの所属事務所
- プロデューサー - 藤原英一、小関明、今木清志、関拓也（テレビ朝日）桑原秀郎、東一盛、目黒正之、伊藤彰将、島田薫（東映）
- 制作 - テレビ朝日、東映

## 主題歌
毎回のエンディングテーマとして使用され、シリーズが変わるごとに曲も刷新されるが、いずれも堀内孝雄のその年の新曲を使うスタイルがとられている。これはプロデューサーの意向によるものであることが、堀内孝雄のCDブックレットにて言及されている。本シリーズへの継続的な参加により、堀内孝雄は「連続年主題歌記録」でギネスブックに認定された。
※以下、番号はシリーズの通し番号（「放送日程」の節を参照）に対応
1. ガキの頃のように（1988年）[注 16]
2. 冗談じゃねえ（1989年、劇場版）[注 17]
3. 恋唄綴り（1990年、2007年スペシャル、最終回スペシャル）- 元々麻生詩織への提供曲で、彼女のヴァージョンも挿入歌として使われたことがある
4. さよならだけの人生に（1991年）
5. 都会の天使たち（1992年、桂銀淑とのデュエット）
6. 影法師（1993年）
7. 夢の道草（1994年）
8. 東京発（1995年）
9. 酔いれんぼ（1996年）
10. 愛が見えますか（1997年）
11. 竹とんぼ（1998年）
12. 続・竹とんぼ 〜青春（ゆめ）のしっぽ〜（1999年）[注 18]
13. いいじゃない（2000年）
14. 時代屋の恋（2001年）
15. かくれんぼ（2002年）
16. 河（2003年）
17. カラスの女房（2004年）- 中澤裕子への提供曲のセルフカバー
18. ふたりで竜馬をやろうじゃないか（2005年、五木ひろしとのデュエット。すぎもとまさとが作曲）

- 豊かなるかな、はぐれ道（2005年年末スペシャル）
- 不忍の恋（2006年スペシャル）

堀内は、1988年の第39回NHK紅白歌合戦にて初出場を果たして以降、NHK紅白歌合戦にてこれらの主題歌を歌うのが恒例となり、前述のギネス認定がなされた2003年の歌唱中には、藤田まことも安浦刑事の衣装で登場し、最後には堀内の決めゼリフの「サンキュー」も叫んでいる（この時、後に「ふたりで竜馬をやろうじゃないか」でデュエットを組む五木ひろしが屋台の親父役を演じている。またファイナル第8話にも未來貴子の兄役でゲスト出演している）。
主題歌のうち、第1 - 3、5、6、8、9、11、16、17の各シリーズのそれには、藤田まこと歌唱ヴァージョンも存在し、このうち5と8は娘EMIKO（藤田絵美子）とのデュエットになっている。

## 挿入歌
- 時を止めて眠るまでは（1988年・1989年・1991年） 唄・堀内孝雄
- こわれる（1988年 第20話「父親の愛に飢える娘たち」） 唄・小川範子
- 恋唄綴り（1989年） 唄・麻生詩織
- 素直にジェラシー（1992年 第20話「過激なダイエット・盗撮された女子高生」） 唄・小川範子
- 銀の糸（1993年） 唄・藤田まこと・眞野あずさ
- いつのまにか少女は（1998年 第17話「婚外受精!? タレ込んだ女」）
  - 同曲が挿入歌の映画『放課後』を意識させるエピソードで、同話数の登場人物達がカラオケや鼻歌で歌唱。
- シクラメンのかほり（1999年 第19話「略奪愛!? 川辺課長を騙した女！」）唄・中村美津子
- カラスの女房（1999年 第22話「蒸発した夫が殺人犯!? 10年待った女！」）唄・中澤裕子
- 人生が散るままに（2001年 第1話「安浦刑事を愛した女 東京〜倉敷〜瀬戸内、空白の28年…危険な再会！」、第5話「署長の秘密!? 一度死んだ女」） 唄・堀内孝雄
- 桜坂（2003年 第3話）
  - 同話数が桜坂にまつわる話であることによる選曲で、原曲ではなくオルゴール版をBGMとして使用。

## テーマ曲
シリーズのBGMを一貫して担当する甲斐正人によるテーマ曲は、タイトルバック用に4種類、作中における犯人逮捕の際の格闘シーンでBGMに使われるフルサイズ2種類が存在する。
- タイトルバック

1. 第1シリーズ用（音程が第2シリーズ以降のものより高く、ニ短調。第2以降はハ短調）
2. 第2シリーズ〜用
3. 第3シリーズ〜用
4. ステレオ放送以降（第9シリーズ〜）用

第2シリーズから使用のテーマと第3シリーズから使用のテーマはアレンジこそ同じだが、演奏が若干異なる。この2曲は以降のシリーズにおいても不定期に交互使用されている。
- フルサイズ

1. モノラルVer. - 第1シリーズ第1話から使用された、使用頻度の高い曲。音程は第1シリーズのタイトルバック用に準じ、アレンジもほぼ同じだが、イントロとコーダが異なる。ステレオ放送以前の予告BGMとしても長きに渡り使用された。
2. ステレオVer. - ステレオ放送への以降後に使用されたもので、音程はステレオ放送タイトルバックに準じる。

これらのテーマ曲の主旋律を奏でるトランペットは、数原晋が演奏を担当。上記のほか、第2シリーズより使用されたスロータイプのフルサイズ、事情聴取シーンで用いられたギターによるバラード調も存在する。このうちCD化されたものは、(4)のタイトルバック用ステレオ音源のみで、それ以外のBGMもCD化されていない。

## ネット局
| 放送対象地域  | 放送局           | 現在の系列                                   | ネット形態 | 備考             |
| ------------- | ---------------- | -------------------------------------------- | ---------- | ---------------- |
| 関東広域圏    | テレビ朝日       | テレビ朝日系列                               | 制作局     |                  |
| 北海道        | 北海道テレビ     | テレビ朝日系列                               | 同時ネット |                  |
| 青森県        | 青森放送         | 日本テレビ系列                               | 遅れネット | 第4シリーズまで  |
| 青森県        | 青森朝日放送     | テレビ朝日系列                               | 同時ネット | 第5シリーズから  |
| 岩手県        | IBC岩手放送      | TBS系列                                      | 遅れネット | 第9シリーズまで  |
| 岩手県        | 岩手朝日テレビ   | テレビ朝日系列                               | 同時ネット | 第10シリーズから |
| 宮城県        | 東日本放送       | テレビ朝日系列                               | 同時ネット |                  |
| 秋田県        | 秋田放送         | 日本テレビ系列                               | 遅れネット | [ 注 21 ]        |
| 秋田県        | 秋田朝日放送     | テレビ朝日系列                               | 同時ネット | 第6シリーズから  |
| 山形県        | 山形放送         | 日本テレビ系列                               | 同時ネット | 第5シリーズまで  |
| 山形県        | 山形テレビ       | テレビ朝日系列                               | 同時ネット | 第6シリーズから  |
| 福島県        | 福島放送         | テレビ朝日系列                               | 同時ネット |                  |
| 山梨県        | テレビ山梨       | TBS系列                                      | 遅れネット |                  |
| 新潟県        | 新潟テレビ21     | テレビ朝日系列                               | 同時ネット |                  |
| 長野県        | テレビ信州       | 日本テレビ系列                               | 同時ネット | 第3シリーズまで  |
| 長野県        | 長野朝日放送     | テレビ朝日系列                               | 同時ネット | 第4シリーズから  |
| 静岡県        | 静岡朝日テレビ   | テレビ朝日系列                               | 同時ネット | [ 注 22 ]        |
| 富山県        | 北日本放送       | 日本テレビ系列                               | 遅れネット |                  |
| 石川県        | 北陸放送         | TBS系列                                      | 遅れネット | 第4シリーズまで  |
| 石川県        | 北陸朝日放送     | テレビ朝日系列                               | 同時ネット | 第5シリーズから  |
| 福井県        | 福井放送         | 日本テレビ系列 テレビ朝日系列                | 遅れネット |                  |
| 中京広域圏    | 名古屋テレビ     | テレビ朝日系列                               | 同時ネット |                  |
| 近畿広域圏    | 朝日放送         | テレビ朝日系列                               | 同時ネット |                  |
| 鳥取県 島根県 | 山陰中央テレビ   | フジテレビ系列                               | 遅れネット |                  |
| 広島県        | 広島ホームテレビ | テレビ朝日系列                               | 同時ネット |                  |
| 山口県        | 山口放送         | 日本テレビ系列                               | 遅れネット | 第6シリーズまで  |
| 山口県        | 山口朝日放送     | テレビ朝日系列                               | 同時ネット | 第7シリーズから  |
| 岡山県 香川県 | 瀬戸内海放送     | テレビ朝日系列                               | 同時ネット |                  |
| 愛媛県        | 南海放送         | 日本テレビ系列                               | 遅れネット | 第7シリーズまで  |
| 愛媛県        | 愛媛朝日テレビ   | テレビ朝日系列                               | 同時ネット | 第8シリーズから  |
| 高知県        | テレビ高知       | TBS系列                                      | 遅れネット |                  |
| 徳島県        | 四国放送         | 日本テレビ系列                               | 遅れネット |                  |
| 福岡県        | 九州朝日放送     | テレビ朝日系列                               | 同時ネット |                  |
| 長崎県        | 長崎放送         | TBS系列                                      | 遅れネット | 第2シリーズまで  |
| 長崎県        | 長崎文化放送     | テレビ朝日系列                               | 同時ネット | 第3シリーズから  |
| 熊本県        | テレビくまもと   | フジテレビ系列                               | 遅れネット | 第2シリーズまで  |
| 熊本県        | 熊本朝日放送     | テレビ朝日系列                               | 同時ネット | 第3シリーズから  |
| 大分県        | テレビ大分       | 日本テレビ系列 フジテレビ系列                | 同時ネット | 第6シリーズまで  |
| 大分県        | 大分朝日放送     | テレビ朝日系列                               | 同時ネット | 第7シリーズから  |
| 宮崎県        | テレビ宮崎       | フジテレビ系列 日本テレビ系列 テレビ朝日系列 | 遅れネット |                  |
| 鹿児島県      | 鹿児島放送       | テレビ朝日系列                               | 同時ネット |                  |
| 沖縄県        | 琉球放送         | TBS系列                                      | 遅れネット | 第8シリーズまで  |
| 沖縄県        | 琉球朝日放送     | テレビ朝日系列                               | 同時ネット | 第9シリーズから  |

## 放送日程

### 第1シリーズ（1988年）
- 放送期間：1988年4月6日 - 9月21日
- 放送回数：全25回
- 番組のキャッチコピーは『敢然と、はびこる悪に立ち向かう』。

| 放送回                                                         | 放送日  | サブタイトル                | メインゲスト | 脚本              | 監督     | 視聴率 |
| -------------------------------------------------------------- | ------- | --------------------------- | ------------ | ----------------- | -------- | ------ |
| 1                                                              | 4月06日 | 密告者は美人靴みがき        | 松尾嘉代     | 石松愛弘          | 吉川一義 | 14.0%  |
| 2                                                              | 4月13日 | 伊豆湯けむり危険な密会      | 荻島真一     | 下飯坂菊馬        | 吉川一義 | 11.9%  |
| 3                                                              | 4月20日 | カフェバーで拾った女        | 綿引勝彦     | 宮川一郎          | 吉川一義 | 13.4%  |
| 4                                                              | 4月27日 | ビデオ女優を探せ            | 杉浦幸       | 石原武龍          | 永野靖忠 | 14.0%  |
| 5                                                              | 5月04日 | 記憶を消された女            | 二宮さよ子   | 石松愛弘          | 小山幹夫 | 11.4%  |
| 6                                                              | 5月11日 | 安浦刑事逮捕さる！          | 誠直也       | 松本功            | 宮越澄   | 13.3%  |
| 7                                                              | 5月18日 | 産院から消えた赤ん坊        | 高林由紀子   | 野波静雄          | 小山幹夫 | 11.9%  |
| 8                                                              | 5月25日 | 赤い花が殺人を告発する      | 中島久之     | 高久進            | 村川透   | 13.9%  |
| 9                                                              | 6月01日 | 十七歳 非行少女の叫び       | 山本ゆかり   | 石松愛弘          | 宮越澄   | 14.5%  |
| 10                                                             | 6月08日 | 老人の夢をくう女            | 中島はるみ   | 国弘威雄          | 村川透   | 14.9%  |
| 11                                                             | 6月15日 | 子連れ未亡人の犯罪          | 三原じゅん子 | 石原武龍          | 永野靖忠 | 14.3%  |
| 12                                                             | 6月22日 | 噂におびえる女              | 萩尾みどり   | 橋本綾            | 永野靖忠 | 16.6%  |
| 13                                                             | 6月29日 | 女の中の悪魔                | 三林京子     | 高久進            | 天野利彦 | 14.6%  |
| 14                                                             | 7月06日 | 女装で殺されたエリート      | 麻丘めぐみ   | 篠崎好            | 鷹森立一 | 17.6%  |
| 15                                                             | 7月13日 | 美人銀行員の完全犯罪        | 北原佐和子   | 石松愛弘          | 鷹森立一 | 17.0%  |
| 16                                                             | 7月20日 | 女性歌手は殺人者？          | 甲斐智枝美   | 松本功            | 田中秀夫 | 15.4%  |
| 17                                                             | 7月27日 | 貸倉庫に眠る花嫁            | 蜷川有紀     | 石原武龍          | 中津川勲 | 15.7%  |
| 18                                                             | 8月03日 | 悪徳刑事の妻                | 山口果林     | 篠崎好            | 馬場昭格 | 19.2%  |
| 19                                                             | 8月10日 | 戦後四十三年 戦争花嫁の秘密 | 加藤治子     | 柴英三郎          | 村川透   | 17.8%  |
| 20                                                             | 8月17日 | 父親の愛に飢える娘たち      | 川津花       | 石松愛弘 遠藤彩見 | 村川透   | 16.4%  |
| 21                                                             | 8月24日 | 悪女に魅せられた男          | 山口美也子   | 吉田剛 松山勲     | 村川透   | 17.3%  |
| 22                                                             | 8月31日 | 複顔写真の男                | 亜湖         | 石原武龍          | 天野利彦 | 18.3%  |
| 23                                                             | 9月07日 | ニセ詩人の罪と罰            | 北村総一朗   | 宮川一郎          | 吉川一義 | 18.7%  |
| 24                                                             | 9月14日 | 嘘つき老女の証言            | 千石規子     | 荻原美和子        | 吉川一義 | 17.5%  |
| 25                                                             | 9月21日 | みちのく仙台・父帰る！      | 寺田農       | 篠崎好            | 吉川一義 | 18.3%  |
| 平均視聴率 15.5%（視聴率はビデオリサーチ調べ、関東地区・世帯） |         |                             |              |                   |          |        |

### 第2シリーズ（1989年）
- 放送期間：1989年4月5日 - 10月4日
- 放送回数：全26回（第1話と第26話はスペシャル版として放送）
- 番組キャッチコピー『溢れるやさしさと温もりを連れて あのはぐれ刑事が帰ってきた』。

| 放送回                                                         | 放送日   | サブタイトル                               | メインゲスト   | 脚本                | 監督       | 視聴率 |
| -------------------------------------------------------------- | -------- | ------------------------------------------ | -------------- | ------------------- | ---------- | ------ |
| 1                                                              | 4月05日  | 安浦刑事ハワイに出張す！初恋の女の完全犯罪 | 市原悦子       | 石松愛弘            | 吉川一義   | 20.0%  |
| 2                                                              | 4月12日  | 悲しき十五歳、春を売る少女                 | 増田未亜       | 篠崎好              | 吉川一義   | 17.6%  |
| 3                                                              | 4月19日  | マンションの鍵を模造した男                 | 浅見美那       | 高久進              | 宮越澄     | 16.8%  |
| 4                                                              | 4月26日  | 狙われた幼女                               | 左とん平       | 石原武龍            | 吉川一義   | 14.6%  |
| 5                                                              | 5月03日  | 安浦刑事老警察犬を特訓す                   | 桑田和美       | 松本功              | 天野利彦   | 13.9%  |
| 6                                                              | 5月10日  | 老いらくの恋殺人事件                       | 宝生あやこ     | 荻原美和子          | 宮越澄     | 10.8%  |
| 7                                                              | 5月17日  | 過剰防衛の女                               | 田村高廣       | 石松愛弘            | 天野利彦   | 14.2%  |
| 8                                                              | 5月24日  | 能登の人妻から来た手紙                     | 峰岸徹         | 石原武龍            | 原田雄一   | 14.2%  |
| 9                                                              | 5月31日  | 父を見殺しにされた娘                       | 三原じゅん子   | 石松愛弘 小木曾豊斗 | 村川透     | 12.2%  |
| 10                                                             | 6月07日  | 古都金沢・時効四日前の女                   | 島村佳江       | 香取俊介            | 宮越澄     | 13.4%  |
| 11                                                             | 6月14日  | 花嫁が消えた!?                             | 北詰友樹       | 篠崎好              | 村川透     | 17.8%  |
| 12                                                             | 6月21日  | 元婦人警察官の犯罪                         | 金沢碧         | 石松愛弘            | 伊与田一雄 | 13.2%  |
| 13                                                             | 6月28日  | 小さな目撃者                               | 白都真理       | 石原武龍            | 鷹森立一   | 15.8%  |
| 14                                                             | 7月05日  | 臓器を売る女                               | マリー・ローズ | 国弘威雄 小木曾豊斗 | 鷹森立一   | 15.2%  |
| 15                                                             | 7月12日  | 父を売った娘                               | 川津花         | 石原武龍            | 村川透     | 21.0%  |
| 16                                                             | 7月19日  | 身代りに死んだ女                           | 岩本多代       | 香取俊介            | 村川透     | 17.9%  |
| 17                                                             | 7月26日  | 万引きをする美女                           | 芦川よしみ     | 小木曾豊斗 国弘威雄 | 村川透     | 19.7%  |
| 18                                                             | 8月02日  | 殉職刑事の息子                             | 三上真一郎     | 石松愛弘            | 永野靖忠   | 16.0%  |
| 19                                                             | 8月09日  | レイプを告発した女！                       | 花紀京         | 松本功              | 吉川一義   | 16.4%  |
| 20                                                             | 8月16日  | 罠に落ちた美人弁護士                       | 麻丘めぐみ     | 篠崎好              | 吉川一義   | 20.2%  |
| 21                                                             | 8月23日  | 過去を盗んだ男                             | 織本順吉       | 宮川一郎            | 吉川一義   | 14.7%  |
| 22                                                             | 8月30日  | 淋しい女の殺意                             | 岡本舞         | 藤井邦夫            | 息邦夫     | 19.3%  |
| 23                                                             | 9月06日  | 白球の悲劇・殺意を招く美少女               | 堀内孝雄       | 石松愛弘            | 原田雄一   | 18.6%  |
| 24                                                             | 9月13日  | 夜を歩く女                                 | 川俣しのぶ     | 石原武龍            | 原田雄一   | 17.3%  |
| 25                                                             | 9月20日  | 二つの顔を持つ人妻                         | 汀夏子         | 石松愛弘            | 永野靖忠   | 14.3%  |
| 26                                                             | 10月04日 | 金庫番の女                                 | かたせ梨乃     | 篠崎好              | 鷹森立一   | 17.8%  |
| 平均視聴率 16.4%（視聴率はビデオリサーチ調べ、関東地区・世帯） |          |                                            |                |                     |            |        |

### 第3シリーズ（1990年）
- 放送期間：1990年4月4日 - 9月19日
- 放送回数：全25回（第1話のみスペシャル版として放送）
- 同シリーズ終了翌週の9月26日には、20:00からの2時間枠にて劇場版を放送。
- 同シリーズより、エンディングにおいて出演者の配役が表記されるようになった。

| 放送回                                                         | 放送日  | サブタイトル                                          | メインゲスト | 脚本                | 監督       | 視聴率 |
| -------------------------------------------------------------- | ------- | ----------------------------------------------------- | ------------ | ------------------- | ---------- | ------ |
| 1                                                              | 4月04日 | 西オーストラリアに暗躍する謎の女 危うし！安浦刑事一家 | 山岡久乃     | 石松愛弘            | 吉川一義   | 17.2%  |
| 2                                                              | 4月11日 | 大阪悲歌・パチスロの女                                | 富士眞奈美   | 石松愛弘            | 松島稔     | 15.9%  |
| 3                                                              | 4月18日 | セクハラに泣いたストリッパー                          | 宮下順子     | 篠崎好              | 吉川一義   | 18.4%  |
| 4                                                              | 4月25日 | 密室で撲殺された美女                                  | 花紀京       | 石原武龍            | 吉川一義   | 15.6%  |
| 5                                                              | 5月02日 | 通り魔に襲われた主婦                                  | 清水貴臣     | 小木曾豊斗          | 天野利彦   | 19.3%  |
| 6                                                              | 5月09日 | ネコババをきめた女たち                                | 沖田さとし   | 高久進              | 天野利彦   | 21.0%  |
| 7                                                              | 5月16日 | ソープランドから拉致された安浦刑事                    | 峰岸徹       | 石原武龍            | 吉川一義   | 20.8%  |
| 8                                                              | 5月23日 | 囮捜査!? 受刑者の愛人                                 | 内藤剛志     | 石松愛弘            | 原田雄一   | 19.8%  |
| 9                                                              | 5月30日 | パソコン通信で殺されたOL                              | アパッチけん | 斉藤珠緒            | 吉川一義   | 16.2%  |
| 10                                                             | 6月06日 | 張り込み・覗かれた人妻                                | 蜷川有紀     | 松本功              | 原田雄一   | 22.0%  |
| 11                                                             | 6月13日 | 安浦刑事に捧げるラブソング                            | 千城恵       | 篠崎好              | 伊与田一雄 | 21.7%  |
| 12                                                             | 6月20日 | レイプえん罪事件・すり替わった焼死体                  | 新田昌玄     | 荻原美和子          | 伊与田一雄 | 19.2%  |
| 13                                                             | 6月27日 | 危険な宅配便・疑惑の目撃者                            | 荒井注       | 石松愛弘            | 鷹森立一   | 17.2%  |
| 14                                                             | 7月04日 | 友達が殺人!? 疑われた女刑事                           | 七瀬なつみ   | 小木曾豊斗          | 鷹森立一   | 21.0%  |
| 15                                                             | 7月11日 | 十字架は知っていた！仮出所の女                        | 石倭裕子     | 高久進              | 天野利彦   | 18.0%  |
| 16                                                             | 7月18日 | 必死の逃亡者・子供を捨てた女                          | 音無真喜子   | 石原武龍            | 天野利彦   | 18.4%  |
| 17                                                             | 7月25日 | 京都殺人風景の女・形見の拳銃                          | 北原佐和子   | 高久進              | 息邦夫     | 15.4%  |
| 18                                                             | 8月01日 | 黒いロープの殺意！赤ん坊を拾った男                    | 樋口隆則     | 篠崎好              | 鷹森立一   | 15.0%  |
| 19                                                             | 8月08日 | 結婚を餌にした女                                      | 池波志乃     | 石原武龍            | 永野靖忠   | 18.4%  |
| 20                                                             | 8月15日 | 裏切られた美談・亡き娘に捧げる挽歌                    | 富永ユキ     | 石松愛弘            | 鷹森立一   | 16.1%  |
| 21                                                             | 8月22日 | 証言を翻した女・盗まれた旧紙幣                        | 野村昭子     | 小木曾豊斗          | 永野靖忠   | 19.3%  |
| 22                                                             | 8月29日 | 偽装心中・ババを掴んだ女                              | 川島なお美   | 篠崎好              | 吉川一義   | 19.7%  |
| 23                                                             | 9月05日 | 転落した人妻・予備校ララバイ                          | 下塚誠       | 松本功              | 吉川一義   | 17.8%  |
| 24                                                             | 9月12日 | 女装した刑事・母親になった男!?                        | 佐藤仁哉     | 石原武龍 小木曾豊斗 | 吉川一義   | 15.6%  |
| 25                                                             | 9月19日 | 南房総恋唄綴り・安浦刑事の初仲人                      | 生田智子     | 石松愛弘            | 吉川一義   | 16.0%  |
| 平均視聴率 18.2%（視聴率はビデオリサーチ調べ、関東地区・世帯） |         |                                                       |              |                     |            |        |

### 第4シリーズ（1991年）
- 放送期間：1991年3月27日 - 10月9日
- 放送回数：全27回（第1話と第27話はスペシャル版として放送）
- 番組キャッチコピーは『拳銃無用』。

| 放送回                                                         | 放送日   | サブタイトル                                            | メインゲスト | 脚本       | 監督       | 視聴率 |
| -------------------------------------------------------------- | -------- | ------------------------------------------------------- | ------------ | ---------- | ---------- | ------ |
| 1                                                              | 3月27日  | 帰ってきた娘の婚約者 安浦刑事の旧友が殺人!?             | 米倉斉加年   | 石原武龍   | 村川透     | 16.0%  |
| 2                                                              | 4月10日  | 夫を警察に売った人妻                                    | 鮎川いずみ   | 石松愛弘   | 村川透     | 13.8%  |
| 3                                                              | 4月17日  | 豆腐を万引きした男!?                                    | 河原崎長一郎 | 小木曾豊斗 | 村川透     | 17.4%  |
| 4                                                              | 4月24日  | 馬券を買う人妻                                          | 結城しのぶ   | 石松愛弘   | 天野利彦   | 15.5%  |
| 5                                                              | 5月01日  | 出所した女・赤い糸の犯罪                                | 洞口依子     | 荻原美和子 | 村川透     | 17.6%  |
| 6                                                              | 5月08日  | 白い肌の犯罪・ミツグ君の逆襲！                          | 香川照之     | 篠崎好     | 永野靖忠   | 16.6%  |
| 7                                                              | 5月15日  | 通り魔!? 狙われた赤いコートの女                         | 阿部祐二     | 松本功     | 天野利彦   | 16.5%  |
| 8                                                              | 5月22日  | 痴漢に間違えられた安浦刑事                              | 北村総一朗   | 石松愛弘   | 杉村六郎   | 20.0%  |
| 9                                                              | 5月29日  | 整形美容・人妻の復讐                                    | 森次晃嗣     | 小木曾豊斗 | 永野靖忠   | 21.4%  |
| 10                                                             | 6月05日  | 記憶を失った女・宝くじ殺人事件                          | 麻丘めぐみ   | 高久進     | 杉村六郎   | 17.3%  |
| 11                                                             | 6月12日  | 母の涙"浜千鳥"を歌う女                                  | 小倉一郎     | 石松愛弘   | 吉川一義   | 16.2%  |
| 12                                                             | 6月19日  | 新幹線で通う男 昼食難民殺人事件                         | 大出俊       | 石原武龍   | 村川透     | 16.6%  |
| 13                                                             | 6月26日  | 偽りのモンタージュ 美人ハナコ族の犯罪                   | 若山幸子     | 小木曾豊斗 | 天野利彦   | 16.5%  |
| 14                                                             | 7月03日  | 過労死の悲劇・安浦刑事も疲れ気味？                      | 中丸新将     | 松本功     | 天野利彦   | 16.8%  |
| 15                                                             | 7月10日  | 恐怖の電話 預金を盗まれた主婦                           | 島かおり     | 篠崎好     | 鷹森立一   | 20.4%  |
| 16                                                             | 7月17日  | レイプ未遂！正当防衛で捕まった女                        | 尾津喜美     | 石松愛弘   | 鷹森立一   | 21.6%  |
| 17                                                             | 7月24日  | 湯煙り北陸奥路・安浦刑事の婚前旅行!?                    | 南田洋子     | 石原武龍   | 吉川一義   | 17.7%  |
| 18                                                             | 7月31日  | 密室の犯罪・美しき女医の診察室                          | 剣幸         | 篠崎好     | 鷹森立一   | 20.9%  |
| 19                                                             | 8月07日  | 能登、疑惑の指紋・女で二度しくじった男                  | 花紀京       | 小木曾豊斗 | 吉川一義   | 21.7%  |
| 20                                                             | 8月14日  | 覗かれた犯罪！消えた身代金                              | 野村昭子     | 高久進     | 鷹森立一   | 17.5%  |
| 21                                                             | 8月21日  | 潜入捜査！ホストになった安浦刑事                        | 一柳みる     | 石松愛弘   | 伊与田一雄 | 18.2%  |
| 22                                                             | 8月28日  | 謎の匿名電話・子供をいじめる女!?                        | 高沢順子     | 高久進     | 天野利彦   | 21.7%  |
| 23                                                             | 9月04日  | 娘を失った父・疑惑の不在証明！                          | 樫山文枝     | 荻原美和子 | 天野利彦   | 16.9%  |
| 24                                                             | 9月11日  | 女検事の恋・ラブホテルで殺された少年                    | 沖直美       | 篠崎好     | 村川透     | 22.9%  |
| 25                                                             | 9月18日  | すり替わった殺人・女実業家の陰謀                        | 馬淵晴子     | 石松愛弘   | 村川透     | 19.3%  |
| 26                                                             | 9月25日  | 連続レイプ魔！盗み撮りされた婦人警官                    | 清水ひとみ   | 石原武龍   | 村川透     | 22.4%  |
| 27                                                             | 10月09日 | 安浦刑事ドイツに出張す 東京〜ベルリン贋作名画殺人ルート | 田村高廣     | 篠崎好     | 吉川一義   | 14.2%  |
| 平均視聴率 18.1%（視聴率はビデオリサーチ調べ、関東地区・世帯） |          |                                                         |              |            |            |        |

### 第5シリーズ（1992年）
- 放送期間：1992年4月8日 - 9月23日
- 放送回数：全25回（第1話のみスペシャル版として放送）
- 第20話は前述の通り、番組史上最高視聴率の25.4%（関東地区）を記録。
- 番組キャッチコピーは『情』。

| 放送回                                                         | 放送日  | サブタイトル                                          | メインゲスト         | 脚本       | 監督       | 視聴率 |
| -------------------------------------------------------------- | ------- | ----------------------------------------------------- | -------------------- | ---------- | ---------- | ------ |
| 1                                                              | 4月08日 | 沖縄〜宮古島、青い珊瑚礁の誘惑！ 企業舎弟に狙われた女 | 小西博之             | 石原武龍   | 吉川一義   | 17.2%  |
| 2                                                              | 4月15日 | 殺人を占った女・ハイヒールの犯罪!?                    | 塩沢とき             | 篠崎好     | 永野靖忠   | 21.0%  |
| 3                                                              | 4月22日 | 自己破産を望んだ女・カードの誘惑！                    | 川上麻衣子           | 小木曾豊斗 | 永野靖忠   | 22.4%  |
| 4                                                              | 4月29日 | 偽装結婚!? 流れ弾を浴びた女                           | 真行寺君枝           | 篠崎好     | 鷹森立一   | 20.4%  |
| 5                                                              | 5月06日 | 危険な愛情・父親を刺した女!?                          | 夏目純子             | 石原武龍   | 鷹森立一   | 19.8%  |
| 6                                                              | 5月13日 | 弁当屋の女・猿が暴いた密室の謎？                      | 千野弘美             | 高久進     | 吉川一義   | 20.8%  |
| 7                                                              | 5月20日 | 虚栄の果て・山の手夫人の完全犯罪!?                    | 一柳みる             | 石松愛弘   | 吉川一義   | 23.7%  |
| 8                                                              | 5月27日 | 消された指紋・安浦家に来た家政婦                      | 春川ますみ           | 篠崎好     | 天野利彦   | 19.2%  |
| 9                                                              | 6月03日 | 郵送された香典！恩返しの殺人                          | 本田博太郎           | 石原武龍   | 天野利彦   | 19.0%  |
| 10                                                             | 6月10日 | 美人局!? 結婚詐欺に泣いた男                           | 水島涼太             | 篠崎好     | 鷹森立一   | 22.7%  |
| 11                                                             | 6月17日 | 殺意の女子社員寮・セクハラで辞めた男                  | 花紀京               | 小木曾豊斗 | 鷹森立一   | 21.8%  |
| 12                                                             | 6月24日 | 訪問看護婦・燃え尽き症候群の女                        | 杉山とく子           | 小木曾豊斗 | 宮越澄     | 23.5%  |
| 13                                                             | 7月01日 | 万引き少女を庇った女流画家                            | 結城美栄子、本田理沙 | 荻原美和子 | 天野利彦   | 21.0%  |
| 14                                                             | 7月08日 | 怪しい心霊写真・虚言癖の女                            | 藤田芳子             | 小木曾豊斗 | 天野利彦   | 19.0%  |
| 15                                                             | 7月15日 | 蝶の型の耳飾り・旅券を奪われた女                      | 近藤洋介             | 高久進     | 宮越澄     | 23.0%  |
| 16                                                             | 7月22日 | 死体なき殺人・裸足で逃げた女                          | 河原崎長一郎         | 石原武龍   | 村川透     | 24.0%  |
| 17                                                             | 7月29日 | マンション入居騒動に巻き込まれた女                    | 春風ひとみ           | 石松愛弘   | 天野利彦   | 20.1%  |
| 18                                                             | 8月05日 | 盗聴器を仕掛けた女・ガテンギャルの犯罪                | 左とん平             | 小木曾豊斗 | 天野利彦   | 21.1%  |
| 19                                                             | 8月12日 | 待っている女・死体から鳴る電話                        | 萩尾みどり           | 篠崎好     | 伊与田一雄 | 18.6%  |
| 20                                                             | 8月19日 | 過激なダイエット・盗撮された女子高生                  | 桜井智               | 高久進     | 吉川一義   | 25.4%  |
| 21                                                             | 8月26日 | 優しい殺人・花を活ける女                              | 高沢順子             | 荻原美和子 | 天野利彦   | 21.2%  |
| 22                                                             | 9月02日 | 心のリサイクル・偽証する元婦人警官                    | 清水ひとみ           | 高久進     | 天野利彦   | 22.3%  |
| 23                                                             | 9月09日 | 盗まれた遺書・自分をなおせなかった男                  | 山本亘               | 小木曾豊斗 | 息邦夫     | 19.8%  |
| 24                                                             | 9月16日 | 百万円の殺意・消えた若妻                              | 沖直美               | 小木曾豊斗 | 村川透     | 20.1%  |
| 25                                                             | 9月23日 | 仕事中毒症・カラオケボックスに通う女                  | 余貴美子             | 石原武龍   | 鷹森立一   | 18.0%  |
| 平均視聴率 20.9%（視聴率はビデオリサーチ調べ、関東地区・世帯） |         |                                                       |                      |            |            |        |

### 1992年スペシャル
- 2時間枠（21:00 - 22:48）で放送。本来は第5シリーズ最終回として、10月7日に放映予定のエピソードであった。

| 放送日         | サブタイトル                                     | メインゲスト | 脚本   | 監督   | 視聴率 |
| -------------- | ------------------------------------------------ | ------------ | ------ | ------ | ------ |
| 1992年12月30日 | ギリシャエーゲ海殺意の旅遺産相続をめぐる女の斗い | 増田恵子     | 篠崎好 | 村川透 | 17.0%  |

### 第6シリーズ（1993年）
- 放送期間：1993年4月7日 - 10月6日
- 放送回数：全27回（第1話のみスペシャル版として放送）

| 放送回                                                         | 放送日   | サブタイトル                                             | メインゲスト | 脚本                  | 監督       | 視聴率 |
| -------------------------------------------------------------- | -------- | -------------------------------------------------------- | ------------ | --------------------- | ---------- | ------ |
| 1                                                              | 4月07日  | ハワイ女3人卒業旅行東京〜ホノルル、 産婦人科女医の犯罪!? | 小西博之     | 石原武龍              | 吉川一義   | 13.3%  |
| 2                                                              | 4月14日  | 美人コンテスト女王の犯罪!?                               | 酒井法子     | 篠崎好                | 鷹森立一   | 17.7%  |
| 3                                                              | 4月21日  | 雨の夜の犯罪・囮にかかった女                             | 橋本功       | 松本功                | 鷹森立一   | 19.1%  |
| 4                                                              | 4月28日  | 自己調査を頼んだ男・粗品がアリバイ!?                     | 田村亮       | 小木曾豊斗            | 鷹森立一   | 18.8%  |
| 5                                                              | 5月05日  | アリバイの無い女・取り違えた名前                         | あいはら友子 | 荻原美和子            | 岡屋龍一   | 22.3%  |
| 6                                                              | 5月12日  | 親切ドロにあった女美容師                                 | 絵沢萌子     | 石松愛弘              | 岡屋龍一   | 16.8%  |
| 7                                                              | 5月19日  | 同僚を密告した女・パートで働く女たち                     | 春風ひとみ   | 石松愛弘              | 村川透     | 16.8%  |
| 8                                                              | 5月26日  | 妻をもっと愛したい！犯罪を予知した女                     | 下條アトム   | 小木曾豊斗            | 宮越澄     | 19.3%  |
| 9                                                              | 6月02日  | コンビニ強盗・噂で強請られた女                           | 高汐巴       | 篠崎好                | 村川透     | 20.8%  |
| 10                                                             | 6月09日  | 勘当された娘・落語家に化けた刑事                         | 梅野泰靖     | 松本功                | 天野利彦   | 19.8%  |
| 11                                                             | 6月16日  | 死体の手に印鑑！マイホームを夢見た男                     | ベンガル     | 小木曾豊斗            | 鷹森立一   | 16.7%  |
| 12                                                             | 6月23日  | 自転車泥棒の女・衝動殺人                                 | 一柳みる     | 石松愛弘              | 宮越澄     | 18.5%  |
| 13                                                             | 6月30日  | 保険金疑惑の蔭の女                                       | 石井富子     | 石原武龍              | 鷹森立一   | 18.4%  |
| 14                                                             | 7月07日  | 蘭の鉢植えを持つ女・見えない絆                           | 杜けあき     | 石原武龍              | 村川透     | 18.2%  |
| 15                                                             | 7月14日  | 怯える写真・夜の教室に立つ女                             | 宮下順子     | 小木曾豊斗            | 村川透     | 19.7%  |
| 16                                                             | 7月21日  | クレジット詐欺の女・父と娘                               | 谷村昌彦     | 篠崎好                | 天野利彦   | 18.9%  |
| 17                                                             | 7月28日  | 貢いで捨てられた女・殺意の重奏                           | 三角八郎     | 石松愛弘              | 岡屋龍一   | 16.8%  |
| 18                                                             | 8月04日  | 整形美容の罪・美しくなりたい                             | 片山真由美   | 荻原美和子            | 岡屋龍一   | 16.9%  |
| 19                                                             | 8月11日  | 女詐欺師を狙った男                                       | 河原さぶ     | 小木曾豊斗            | 鷹森立一   | 17.9%  |
| 20                                                             | 8月18日  | 安浦刑事が仲人！掏摸からすった男                         | 花紀京       | 松本功 岩澤勝己       | 吉川一義   | 19.3%  |
| 21                                                             | 8月25日  | 転職を勧める女・若い愛人の罠                             | 一色彩子     | 石松愛弘              | 天野利彦   | 17.0%  |
| 22                                                             | 9月01日  | 信州松本・故郷に帰れなかった女                           | 山口美也子   | 篠崎好                | 村川透     | 19.0%  |
| 23                                                             | 9月08日  | 懐メロコンテストに出た安浦刑事                           | 沼田爆       | 小木曾豊斗            | 天野利彦   | 18.8%  |
| 24                                                             | 9月15日  | 刑事を誘拐した女・裏切られた夢                           | 田山涼成     | 松本功                | 吉川一義   | 17.0%  |
| 25                                                             | 9月22日  | 向日葵の髪飾りの女・指紋のない凶器                       | 矢代朝子     | 小木曾豊斗            | 伊与田一雄 | 19.4%  |
| 26                                                             | 9月29日  | パッチワークの女・血染めのブラウス                       | 左時枝       | 小木曾豊斗 荻原美和子 | 村川透     | 20.5%  |
| 27                                                             | 10月06日 | 殺すほど愛していない！教師の妻                           | 久我陽子     | 篠崎好                | 村川透     | 14.8%  |
| 平均視聴率 18.1%（視聴率はビデオリサーチ調べ、関東地区・世帯） |          |                                                          |              |                       |            |        |

### 第7シリーズ（1994年）
- 放送期間：1994年4月6日 - 9月21日
- 放送回数：全25回（第1話のみスペシャル版として放送）
- 同年4月1日からの警察官制服変更（現行制服）に合わせ、第1話では田崎や制服警官が新制服を披露するシーンが盛り込まれている。
- 同シリーズ以降、作中にて安浦がタバコを吸うシーンが排された。
- 最終回のエンディングは、「夢の道草」のフルコーラスが流れるロングバージョンで、特別出演の堀田刑事（演・堀内孝雄）を労う安浦や、警部補に昇進し異動する肥田健一の門出を祝う刑事課一同などが、ミュージック・ビデオ風に描かれた。

| 放送回                                                         | 放送日  | サブタイトル                                                       | メインゲスト | 脚本                | 監督       | 視聴率 |
| -------------------------------------------------------------- | ------- | ------------------------------------------------------------------ | ------------ | ------------------- | ---------- | ------ |
| 1                                                              | 4月06日 | 安浦刑事の挑戦！ 黒い疑惑…それはお立ち台ギャルの謎の死から始まった | 財津一郎     | 小木曾豊斗 石原武龍 | 吉川一義   | 17.4%  |
| 2                                                              | 4月13日 | 人が殺される!? 霊感を利用された女                                  | 沢田亜矢子   | 石松愛弘            | 村川透     | 17.3%  |
| 3                                                              | 4月20日 | お時間ありますか？駅に立つ女                                       | 大場久美子   | 篠崎好              | 村川透     | 15.8%  |
| 4                                                              | 4月27日 | 母性の殺意！女刑事の怒りと悲しみ                                   | 春風ひとみ   | 松本功              | 村川透     | 18.7%  |
| 5                                                              | 5月04日 | カラオケ女医者、血痕のついた引き出物                               | 左時枝       | 石松愛弘            | 天野利彦   | 16.7%  |
| 6                                                              | 5月11日 | 女カメラマンの秘密 携帯電話の盲点                                  | 白都真理     | 小木曾豊斗          | 天野利彦   | 18.6%  |
| 7                                                              | 5月18日 | 同窓会殺人事件 女がウソをつくとき                                  | あいはら友子 | 篠崎好              | 息邦夫     | 18.7%  |
| 8                                                              | 5月25日 | 悲しい酒！女艶歌歌手の野望                                         | 中島ゆたか   | 松本功              | 岡屋龍一   | 18.8%  |
| 9                                                              | 6月01日 | 幸せを売る女 靴跡の秘密！                                          | 宮下順子     | 荻原美和子          | 岡屋龍一   | 16.6%  |
| 10                                                             | 6月08日 | 凶器は鋏！ベッドを買った男                                         | 中本賢       | 小木曾豊斗          | 村川透     | 16.6%  |
| 11                                                             | 6月15日 | 死者が歩いている！変身願望の罠                                     | 渡辺典子     | 篠崎好              | 鷹森立一   | 16.6%  |
| 12                                                             | 6月22日 | 偽造金券の罠 逃げる妹の婚約者                                      | 阿藤海       | 松本功              | 村川透     | 15.3%  |
| 13                                                             | 6月29日 | 血液型殺人事件 疑惑の男友達                                        | 根本りつ子   | 石原武龍            | 吉川一義   | 13.3%  |
| 14                                                             | 7月06日 | 派手好きな女！ニセの呼び出し電話                                   | 茅島成美     | 篠崎好              | 吉川一義   | 19.9%  |
| 15                                                             | 7月13日 | 偽刑事！万引きされた婚約指輪                                       | 石倉三郎     | 石松愛弘            | 天野利彦   | 17.3%  |
| 16                                                             | 7月20日 | 真夏の花嫁 街で拾った女？                                          | 赤座美代子   | 松本功              | 村川透     | 15.8%  |
| 17                                                             | 7月27日 | 美人サギ師！腐れ縁の女たち                                         | 田島令子     | 小木曾豊斗          | 村川透     | 18.5%  |
| 18                                                             | 8月03日 | みちのく温泉郷 白い手袋の女                                        | 小林幸子     | 松本功              | 天野利彦   | 13.2%  |
| 19                                                             | 8月10日 | 親切泥棒？若い女房を持つ男                                         | 左とん平     | 篠崎好              | 宮越澄     | 14.4%  |
| 20                                                             | 8月17日 | 襲われたバスガイド 偽りの証言                                      | 北原佐和子   | 小木曾豊斗          | 天野利彦   | 20.0%  |
| 21                                                             | 8月24日 | 三行広告の女！電子手帖の記憶                                       | ベンガル     | 石原武龍            | 宮越澄     | 16.8%  |
| 22                                                             | 8月31日 | ヤンママ殺人事件 残った万札                                        | 本田理沙     | 荻原美和子          | 伊与田一雄 | 16.6%  |
| 23                                                             | 9月07日 | 汚染した女子高生!? 指紋の謎                                        | 丹波義隆     | 小木曾豊斗          | 吉川一義   | 16.1%  |
| 24                                                             | 9月14日 | 靴紐の謎 女新聞記者の執念                                          | 生田智子     | 篠崎好              | 伊与田一雄 | 15.4%  |
| 25                                                             | 9月21日 | 狙われた美人OL 靴底のスパイス                                      | 堀内孝雄     | 石原武龍            | 吉川一義   | 17.5%  |
| 平均視聴率 16.9%（視聴率はビデオリサーチ調べ、関東地区・世帯） |         |                                                                    |              |                     |            |        |

### 第8シリーズ（1995年）
- 放送期間：1995年4月12日 - 10月11日
- 放送回数：全25回（第1話と第25話はスペシャル版として放送）

| 放送回                                                         | 放送日   | サブタイトル                               | メインゲスト     | 脚本              | 監督       | 視聴率 |
| -------------------------------------------------------------- | -------- | ------------------------------------------ | ---------------- | ----------------- | ---------- | ------ |
| 1                                                              | 4月12日  | 香港ドリームが招く殺意！安浦刑事の危険な恋 | ジュディ・オング | 石原武龍          | 吉川一義   | 14.2%  |
| 2                                                              | 4月19日  | 男の売春！安浦刑事の潜入捜査               | 西川峰子         | 石松愛弘          | 天野利彦   | 15.9%  |
| 3                                                              | 4月26日  | 通販を買う女 父に愛人が！                  | 中山仁           | 荻原美和子        | 天野利彦   | 15.2%  |
| 4                                                              | 5月03日  | 不倫妻！帰宅拒否症の男                     | 下條アトム       | 小木曾豊斗        | 吉川一義   | 12.7%  |
| 5                                                              | 5月10日  | セクハラ部長の死！50%の殺意                | 杉田かおる       | 大塚孝典          | 吉川一義   | 15.9%  |
| 6                                                              | 5月17日  | 女刑事の秘密！謎の心中死体                 | 比企理恵         | 篠崎好            | 村川透     | 12.6%  |
| 7                                                              | 5月24日  | 娘に裏切られた男 路上の殺意                | 岡本信人         | 小木曾豊斗        | 村川透     | 13.4%  |
| 8                                                              | 5月31日  | 張り込み お化け屋敷の女!?                  | 吉川十和子       | 高久進            | 息邦夫     | 13.0%  |
| 9                                                              | 6月07日  | 公園デビュー!? 女たちの斗い                | 藤田佳子         | 松本功 小木曾豊斗 | 岡屋龍一   | 16.0%  |
| 10                                                             | 6月14日  | 母の復活！安浦刑事の新しい娘               | 中原果南         | 篠崎好            | 岡屋龍一   | 17.2%  |
| 11                                                             | 6月21日  | 愛犬が暴く痴漢!?刑事の片想い               | 中島ゆたか       | 大塚孝典          | 鷹森立一   | 13.9%  |
| 12                                                             | 6月28日  | 匿名の結婚祝い!? 整形美容の女              | 見栄晴           | 小木曾豊斗        | 天野利彦   | 16.6%  |
| 13                                                             | 7月05日  | 亭主を上手に殺す方法                       | 大塚道子         | 難波江由紀子      | 天野利彦   | 16.7%  |
| 14                                                             | 7月12日  | 水色のハンカチの男 過去の愛                | 沢田亜矢子       | 大塚孝典          | 吉川一義   | 13.0%  |
| 15                                                             | 7月19日  | 視姦!? 名も知らぬ共犯者                    | 丹波義隆         | 小木曾豊斗        | 吉川一義   | 16.6%  |
| 16                                                             | 7月26日  | 嫉妬殺人!? 年下の男に溺れた人妻            | 萩尾みどり       | 石原武龍          | 吉川一義   | 11.3%  |
| 17                                                             | 8月02日  | 病院荒らし！最後の親孝行                   | 赤塚真人         | 大塚孝典          | 村川透     | 16.1%  |
| 18                                                             | 8月09日  | 幻の再会！約束の場所で待つ女               | 古川りか         | 難波江由紀子      | 村川透     | 13.8%  |
| 19                                                             | 8月16日  | 売上げ金強奪！ニセ警官の逆襲               | 福田豊土         | 小木曾豊斗        | 宮越澄     | 15.4%  |
| 20                                                             | 8月23日  | 業務上横領！人妻を愛した刑事               | 島村佳江         | 石松愛弘          | 村川透     | 17.9%  |
| 21                                                             | 8月30日  | 殺人犯の恋人 署長のヒミツ                  | 石山雄大         | 大塚孝典          | 伊与田一雄 | 14.1%  |
| 22                                                             | 9月06日  | 消えたスーツケース 女装の男                | 北村総一朗       | 馬場昭格          | 伊与田一雄 | 17.0%  |
| 23                                                             | 9月13日  | 還ってきた女刑事 万引きの誘惑              | 岡本麗           | 篠崎好            | 岡屋龍一   | 15.5%  |
| 24                                                             | 9月20日  | 死者からの手紙！陽気な未亡人               | 芦川よしみ       | 石原武龍          | 天野利彦   | 18.4%  |
| 25                                                             | 10月11日 | 殺意の富士山麓 妻は二度死ぬ!? 家族の絆     | 一色彩子         | 小木曾豊斗        | 天野利彦   | 18.6%  |
| 平均視聴率 15.3%（視聴率はビデオリサーチ調べ、関東地区・世帯） |          |                                            |                  |                   |            |        |

### 第9シリーズ（1996年）
- 放送期間：1996年4月10日 - 9月25日
- 放送回数：全25回（第1話と第25話はスペシャル版として放送）
- 同シリーズ終了後の12月30日には、20:00からの2時間枠で第1回をアンコール放送。
- 同シリーズより、VTR撮影・ステレオ音声へと移行。
- 番組キャッチコピーはシリーズ立ち上げ時の『刑事にも人情がある。犯人にも事情がある。』を再び使用。

| 放送回                                                         | 放送日  | サブタイトル                                  | メインゲスト | 脚本                | 監督       | 視聴率 |
| -------------------------------------------------------------- | ------- | --------------------------------------------- | ------------ | ------------------- | ---------- | ------ |
| 1                                                              | 4月10日 | 安浦刑事拳銃を撃つ!? 指宿－知覧 殺人犯の母！  | 池内淳子     | 石原武龍 小木曾豊斗 | 吉川一義   | 17.9%  |
| 2                                                              | 4月17日 | 安浦刑事がリストラされる!?                    | 寺田農       | 石原武龍            | 吉川一義   | 15.6%  |
| 3                                                              | 4月24日 | 幼児誘拐!? 母親失格の女                       | 大沢逸美     | 小木曾豊斗          | 吉川一義   | 16.8%  |
| 4                                                              | 5月01日 | 死の不倫旅行!? 家庭回帰の男                   | 赤塚真人     | 難波江由紀子        | 岡屋龍一   | 18.9%  |
| 5                                                              | 5月08日 | 死亡推定時刻の謎！ポケベルの女                | 一色彩子     | 荻原美和子          | 岡屋龍一   | 19.4%  |
| 6                                                              | 5月15日 | 安浦刑事が文学入門!? 作家の犯罪               | 花紀京       | 小木曾豊斗          | 天野利彦   | 18.8%  |
| 7                                                              | 5月22日 | 放火致死!? 特殊関係人の女                     | 筒井真理子   | 石松愛弘            | 天野利彦   | 20.5%  |
| 8                                                              | 5月29日 | 企業内イジメ！派遣OLの復讐                    | 白島靖代     | 石原武龍            | 息邦夫     | 20.1%  |
| 9                                                              | 6月05日 | 女で強請られた男!? 出張風俗の罠               | 石倭裕子     | 大塚孝典            | 吉川一義   | 19.3%  |
| 10                                                             | 6月12日 | オヤジ狩り!? 使い捨てカメラの女               | 島崎和歌子   | 小木曾豊斗          | 岡屋龍一   | 19.6%  |
| 11                                                             | 6月19日 | 正当防衛!? 未婚の母の甘い罠                   | 久野真紀子   | 難波江由紀子        | 岡屋龍一   | 18.8%  |
| 12                                                             | 6月26日 | セクハラで左遷!? 笑った死体                   | 堀内孝雄     | 荻原美和子          | 吉川一義   | 21.8%  |
| 13                                                             | 7月03日 | 美人ナースの死・買い物依存症の女              | 鹿取洋子     | 篠崎好              | 吉川一義   | 15.6%  |
| 14                                                             | 7月10日 | 援助交際!? 変死したルームメイト               | 中嶋美智代   | 小木曾豊斗          | 天野利彦   | 21.5%  |
| 15                                                             | 7月17日 | リストラ離婚!? 翔べない女の殺意               | 一柳みる     | 難波江由紀子        | 息邦夫     | 18.1%  |
| 16                                                             | 7月24日 | 謎の白昼強盗！婚約破棄の女                    | 藤吉久美子   | 馬場昭格            | 天野利彦   | 19.0%  |
| 17                                                             | 7月31日 | 襲われた悪妻！謎の目撃証言                    | 樫山文枝     | 石松愛弘            | 宮越澄     | 17.3%  |
| 18                                                             | 8月07日 | 落ちた女!? 黒猫を探す安浦刑事                 | 六浦誠       | 大塚孝典            | 宮越澄     | 18.8%  |
| 19                                                             | 8月14日 | ダンス教室の殺意!? 夢を庇う女                 | 柴田理恵     | 杉昌英              | 伊与田一雄 | 15.1%  |
| 20                                                             | 8月21日 | ナイフを捨てた女！母の似顔絵                  | 杉田かおる   | 小木曾豊斗          | 馬場昭格   | 20.2%  |
| 21                                                             | 8月28日 | 礼服で殺人？パチンコに嵌まった女              | 宮下順子     | 石原武龍            | 天野利彦   | 20.5%  |
| 22                                                             | 9月04日 | 痴漢を殺害!? 三角関係の母娘                   | あいはら友子 | 荻原美和子          | 天野利彦   | 23.0%  |
| 23                                                             | 9月11日 | 浴室殺人!? 二人の妻を持つ男                   | 峰岸徹       | 難波江由紀子        | 道木広志   | 24.1%  |
| 24                                                             | 9月18日 | 京都逃避行・宝くじを買う女                    | 山口美也子   | 石松愛弘            | 天野利彦   | 20.0%  |
| 25                                                             | 9月25日 | 冤罪!? 多重人格者の妻！辞表を提出した安浦刑事 | 左とん平     | 小木曾豊斗          | 吉川一義   | 23.3%  |
| 平均視聴率 19.4%（視聴率はビデオリサーチ調べ、関東地区・世帯） |         |                                               |              |                     |            |        |

### 第10シリーズ（1997年）
- 放送期間：1997年4月2日 - 10月1日
- 放送回数：全26回（第1話・第18話・第26話はスペシャル版として放送）
- 番組キャッチコピーは、前シリーズのそれから前後を入れ替えた『犯人にも事情がある。刑事にも人情がある。』を使用。

| 放送回                                                         | 放送日   | サブタイトル                                               | メインゲスト | 脚本         | 監督     | 視聴率 |
| -------------------------------------------------------------- | -------- | ---------------------------------------------------------- | ------------ | ------------ | -------- | ------ |
| 1                                                              | 4月02日  | 母と娘10年目の再会！ 南紀・房総、二つの勝浦を結ぶ殺意      | 渡辺梓       | 小木曾豊斗   | 吉川一義 | 21.2%  |
| 2                                                              | 4月09日  | 男が産休…!? 迫られた人妻                                   | 仲本工事     | 難波江由紀子 | 天野利彦 | 19.2%  |
| 3                                                              | 4月16日  | 盗撮!? 見られ続けていた女                                  |              | 小木曾豊斗   | 吉川一義 | 20.9%  |
| 4                                                              | 4月23日  | 懸賞ブームの女!? 同居妻の悲劇                              | 菅井きん     | 石原武龍     | 天野利彦 | 20.0%  |
| 5                                                              | 4月30日  | 名刺強盗!? 消えた妊婦！                                    | 三波豊和     | 大塚孝典     | 吉川一義 | 20.7%  |
| 6                                                              | 5月07日  | 安浦刑事手話を習う！母の復讐                               | 高畑淳子     | 荻原美和子   | 天野利彦 | 21.3%  |
| 7                                                              | 5月14日  | 放火未遂!? 二世帯住宅の妻！                                | 藤吉久美子   | 難波江由紀子 | 馬場昭格 | 21.2%  |
| 8                                                              | 5月21日  | 贖罪のラーメン!? 偽証の女                                  | 江藤潤       | 大塚孝典     | 岡屋龍一 | 20.6%  |
| 9                                                              | 5月28日  | 社宅夫人の斗い！競馬予想の女                               | 小倉一郎     | 石松愛弘     | 息邦夫   | 21.9%  |
| 10                                                             | 6月04日  | 非婚時代の女！仮面夫婦の殺意                               | 久野真紀子   | 難波江由紀子 | 岡屋龍一 | 20.9%  |
| 11                                                             | 6月11日  | 匂った女!? 証拠写真の謎                                    |              | 杉昌英       | 天野利彦 | 23.3%  |
| 12                                                             | 6月18日  | 尊属殺人!? 謎の悪戯電話                                    | 伊藤つかさ   | 小木曾豊斗   | 関本郁夫 | 23.4%  |
| 13                                                             | 6月25日  | からむ女・夫婦の決算！                                     | 木村元       | 石松愛弘     | 天野利彦 | 20.3%  |
| 14                                                             | 7月02日  | 殺し文句で殺人!? ダイエットの女                            | 丹波義隆     | 洞沢美恵子   | 関本郁夫 | 18.3%  |
| 15                                                             | 7月09日  | 略奪結婚!? 本庁から来た女                                  | 七瀬なつみ   | 小木曾豊斗   | 関本郁夫 | 19.4%  |
| 16                                                             | 7月16日  | 結婚サギ！素顔を消した女                                   | 北原佐和子   | 大塚孝典     | 道木広志 | 20.4%  |
| 17                                                             | 7月30日  | 路上殺人！子連れ再婚の女                                   | 姿晴香       | 小木曾豊斗   | 息邦夫   | 19.4%  |
| 18                                                             | 8月06日  | 狼少年に庇われた女!? 疎開した夏…折り鶴の謎                 | 草笛光子     | 難波江由紀子 | 吉川一義 | 18.6%  |
| 19                                                             | 8月13日  | 婚約解消の花嫁!? 死の口止め料                              | 新克利       | 杉昌英       | 岡屋龍一 | 19.5%  |
| 20                                                             | 8月20日  | 不倫に賭けた妻！父の手料理                                 | でんでん     | 石原武龍     | 関本郁夫 | 19.0%  |
| 21                                                             | 8月27日  | 連続放火魔!? 世間体の女                                    | 谷村昌彦     | 難波江由紀子 | 岡屋龍一 | 16.9%  |
| 22                                                             | 9月03日  | 拒食の女!? 美人ヘルパー謎の通報                            | 堀内孝雄     | 小木曾豊斗   | 天野利彦 | 19.6%  |
| 23                                                             | 9月10日  | 狙われた女子寮！娘の婚約                                   | 河原崎建三   | 荻原美和子   | 道木広志 | 19.3%  |
| 24                                                             | 9月17日  | 刑事の女難！スーパーで会った女                             | 一柳みる     | 洞沢美恵子   | 天野利彦 | 21.9%  |
| 25                                                             | 9月24日  | 口が災い…未練の女                                          | 水木薫       | 小木曾豊斗   | 天野利彦 | 18.2%  |
| 26                                                             | 10月01日 | 安浦刑事イタリアへ飛ぶ！殺意のナポリ湾・乗り換えられた女!? | 木村一八     | 石原武龍     | 吉川一義 | 19.3%  |
| 平均視聴率 20.1%（視聴率はビデオリサーチ調べ、関東地区・世帯） |          |                                                            |              |              |          |        |

### 第11シリーズ（1998年）
- 放送期間：1998年4月1日 - 9月30日
- 放送回数：全27回（第1 - 2話、第26話はスペシャル版として放送）
- 番組キャッチコピーは『ここに、人の心をとらえる刑事がいる。』。

| 放送回                                                         | 放送日  | サブタイトル                                                | メインゲスト | 脚本         | 監督     | 視聴率 |
| -------------------------------------------------------------- | ------- | ----------------------------------------------------------- | ------------ | ------------ | -------- | ------ |
| 1                                                              | 4月01日 | 無差別に襲われた女・連続通り魔！父が家庭を捨てた!?          | 仲本工事     | 小木曾豊斗   | 吉川一義 | 18.6%  |
| 2                                                              | 4月08日 | 写真のない女！消えた300万円…住民票の謎!?                    | 新沼謙治     | 難波江由紀子 | 天野利彦 | 17.6%  |
| 3                                                              | 4月15日 | 転職で躓いた男！家族の災難                                  | 梨本謙次郎   | 小木曾豊斗   | 天野利彦 | 17.7%  |
| 4                                                              | 4月22日 | 強請られた人妻！夫婦別姓の謎                                | 中野英雄     | 大塚孝典     | 吉川一義 | 20.9%  |
| 5                                                              | 4月29日 | 女装殺人!? 二つの顔を持つ女？                               | 川野太郎     | 荻原美和子   | 吉川一義 | 17.8%  |
| 6                                                              | 5月06日 | 安浦刑事が誤認捜査!? 家族の復活                             | 宮下順子     | 石原武龍     | 道木広志 | 18.8%  |
| 7                                                              | 5月13日 | 未練!? 愛妻弁当を盗む男                                     | 加藤茶       | 杉昌英       | 道木広志 | 19.1%  |
| 8                                                              | 5月20日 | ホスト殺し！手を隠す女                                      | 中野今日子   | 奥村俊雄     | 天野利彦 | 20.5%  |
| 9                                                              | 5月27日 | 死体に万札が!? 貸し渋った男                                 | 大橋吾郎     | 小木曾豊斗   | 天野利彦 | 19.2%  |
| 10                                                             | 6月03日 | 女子高荒らし！父を探す少女                                  | 藤村ちか     | 大塚孝典     | 岡屋龍一 | 16.8%  |
| 11                                                             | 6月10日 | 幼児虐待の謎!? 母の生還                                     | 吉野公佳     | 難波江由紀子 | 岡屋龍一 | 19.5%  |
| 12                                                             | 6月17日 | 里見刑事結婚す！不倫アリバイの女                            | あめくみちこ | 難波江由紀子 | 馬場昭格 | 18.8%  |
| 13                                                             | 6月24日 | 指紋泥棒!? 透けるドレスの女                                 | 藤吉久美子   | 杉昌英       | 天野利彦 | 18.5%  |
| 14                                                             | 7月01日 | 代理殺人!? 結婚サギ謎の女                                   | 下條アトム   | 奥村俊雄     | 天野利彦 | 17.7%  |
| 15                                                             | 7月08日 | 盲導犬は見た！無銭飲食の女                                  | 筒井真理子   | 難波江由紀子 | 岡屋龍一 | 17.7%  |
| 16                                                             | 7月15日 | 死体を移動した女!? 母娘の再会                               | 赤座美代子   | 石松愛弘     | 岡屋龍一 | 15.9%  |
| 17                                                             | 7月22日 | 婚外受精!? タレ込んだ女                                     | 速水亮       | 小木曾豊斗   | 天野利彦 | 18.7%  |
| 18                                                             | 7月29日 | 復讐の国際電話！愛を拭く女                                  | 岡本舞       | 奥村俊雄     | 息邦夫   | 20.2%  |
| 19                                                             | 8月05日 | 沈黙の女!? 母に贈る花束の謎                                 | 小林綾子     | 小木曾豊斗   | 吉川一義 | 19.1%  |
| 20                                                             | 8月12日 | 家庭内別居！幸せを吹聴する女                                | 岡まゆみ     | 洞沢美恵子   | 吉川一義 | 18.0%  |
| 21                                                             | 8月19日 | 浴室の殺意!? 妻の母と住む男                                 | 大沢逸美     | 難波江由紀子 | 吉川一義 | 20.3%  |
| 22                                                             | 8月26日 | 幻の家族旅行！望遠鏡の女                                    | 川中美幸     | 石原武龍     | 天野利彦 | 18.5%  |
| 23                                                             | 9月02日 | 夫婦の定年!? 家庭内菜園で会った女                           | 峰岸徹       | 荻原美和子   | 天野利彦 | 19.6%  |
| 24                                                             | 9月09日 | 深夜の面会人!? 鮎を贈る女                                   | 日色ともゑ   | 難波江由紀子 | 道木広志 | 18.8%  |
| 25                                                             | 9月16日 | 疑惑の間違い電話!? 忘れられた女                             | 杉田かおる   | 奥村俊雄     | 吉川一義 | 19.2%  |
| 26                                                             | 9月23日 | 悪徳弁護士殺害の謎!? 最果て人情ノサップ岬・"島"を見つめる女 | 有馬稲子     | 石原武龍     | 吉川一義 | 18.8%  |
| 27                                                             | 9月30日 | 偽証の罠!? 職安で狙われた男                                 | ベンガル     | 小木曾豊斗   | 吉川一義 | 15.6%  |
| 平均視聴率 18.2%（視聴率はビデオリサーチ調べ、関東地区・世帯） |         |                                                             |              |              |          |        |

### 1999年スペシャル
- 1992年以来となるシリーズ外でのスペシャルで、元旦の2時間枠（22:00 - 23:54）にて放送。

| 放送日         | サブタイトル                                                                      | メインゲスト | 脚本     | 監督     | 視聴率 |
| -------------- | --------------------------------------------------------------------------------- | ------------ | -------- | -------- | ------ |
| 1999年01月01日 | 安浦刑事、九州天草へ飛ぶ！ 6000万円横領事件に引き裂かれた夫婦愛!? 美しい島の花嫁… | 左とん平     | 石原武龍 | 岡屋龍一 | 13.4%  |

### 第12シリーズ（1999年）
- 放送期間：1999年3月31日 - 9月29日
- 放送回数：全27回（第1話・第27話はスペシャル版として放送）
- 番組キャッチコピーは『女の数だけ 事件は起きる。』[注 25]。

| 放送回                                                         | 放送日  | サブタイトル                                                                           | メインゲスト | 脚本                  | 監督     | 視聴率 |
| -------------------------------------------------------------- | ------- | -------------------------------------------------------------------------------------- | ------------ | --------------------- | -------- | ------ |
| 1                                                              | 3月31日 | 南国土佐、四万十川を捨てた女！ 殺人容疑の母が証言拒否!? ぬいぐるみ人形だけが知っていた | 余貴美子     | 小木曾豊斗            | 吉川一義 | 18.0%  |
| 2                                                              | 4月07日 | 強盗犯を逃がした人妻!? しがみつく女！                                                  | 大島さと子   | 奥村俊雄              | 天野利彦 | 16.5%  |
| 3                                                              | 4月14日 | 犬と暮らす鎌倉夫人の嫉妬!? 嫌われた女                                                  | 春風ひとみ   | 難波江由紀子          | 岡屋龍一 | 17.9%  |
| 4                                                              | 4月21日 | 殺意の出世争い!? 安浦刑事が信じた女！                                                  | 一色彩子     | 洞沢美恵子            | 天野利彦 | 16.6%  |
| 5                                                              | 4月28日 | 復讐のピアノ!? 婚約者を殺された女                                                      | 筒井真理子   | 石原武龍              | 吉川一義 | 15.8%  |
| 6                                                              | 5月05日 | 宝くじを盗まれた死体!? 笑う女！                                                        | 一柳みる     | 大塚孝典              | 岡屋龍一 | 20.3%  |
| 7                                                              | 5月12日 | 結婚3日前の殺意!? 愛を破棄された女！                                                   | 石野真子     | 奥村俊雄              | 道木広志 | 18.4%  |
| 8                                                              | 5月19日 | 死体に赤い墨汁が!? 手を握る女！                                                        | 宮下順子     | 小木曾豊斗            | 道木広志 | 19.1%  |
| 9                                                              | 5月26日 | イタズラ電話がアリバイ!? 愛を買う女！                                                  | 愛川裕子     | 倉沢奈都子            | 吉川一義 | 19.4%  |
| 10                                                             | 6月02日 | カラスが告発した真犯人!? 近所迷惑な女                                                  | 左時枝       | 杉昌英                | 天野利彦 | 15.9%  |
| 11                                                             | 6月09日 | 謎の投身自殺!? 夫の退職金を盗んだ女！                                                  | 三浦リカ     | 難波江由紀子          | 天野利彦 | 17.0%  |
| 12                                                             | 6月16日 | 襲われた夫は強盗犯!? 捜査を邪魔した女                                                  | 岡まゆみ     | 小木曾豊斗 旺季志ずか | 息邦夫   | 20.6%  |
| 13                                                             | 6月23日 | 安浦刑事が朝帰り!? 証言を拒む女！                                                      | 若林しほ     | 奥村俊雄              | 吉川一義 | 18.8%  |
| 14                                                             | 6月30日 | 夫と話したかった女!? 二重指紋の謎！                                                    | 高汐巴       | 洞沢美恵子            | 吉川一義 | 17.4%  |
| 15                                                             | 7月07日 | ストーカーが自殺志願!? 逮捕状を待つ女                                                  | 平淑恵       | 難波江由紀子          | 天野利彦 | 19.3%  |
| 16                                                             | 7月14日 | 山手線を一周する女!? 結婚記念日の秘密                                                  | 立石涼子     | 大塚孝典              | 岡屋龍一 | 19.6%  |
| 17                                                             | 7月21日 | 5分間だけの新婚旅行!? 説教する女！                                                     | 久本雅美     | 杉昌英                | 岡屋龍一 | 22.4%  |
| 18                                                             | 7月28日 | 無礼な女と自信のない女！謎の三角関係                                                   | 久野真紀子   | 石原武龍              | 岡屋龍一 | 20.0%  |
| 19                                                             | 8月04日 | 略奪愛!? 川辺課長を騙した女！                                                          | 中村美律子   | 難波江由紀子          | 天野利彦 | 20.3%  |
| 20                                                             | 8月11日 | 女巡査が犯人!? 水着を買う女！                                                          | あき竹城     | 洞沢美恵子            | 岡屋龍一 | 18.0%  |
| 21                                                             | 8月18日 | 親孝行殺人!? どケチな女！                                                              | 風見章子     | 小木曾豊斗            | 天野利彦 | 19.3%  |
| 22                                                             | 8月25日 | 蒸発した夫が殺人犯!? 10年待った女！                                                    | 水木薫       | 大塚孝典              | 吉川一義 | 18.3%  |
| 23                                                             | 9月01日 | 女教師の秘密!? 密室殺人の女！                                                          | 根本りつ子   | 小木曾豊斗 倉沢奈都子 | 吉川一義 | 17.7%  |
| 24                                                             | 9月08日 | 1分間だけの不倫!? 三度襲われた女！                                                     | いしのようこ | 奥村俊雄              | 高畑隆史 | 20.4%  |
| 25                                                             | 9月15日 | 死体は整形していた!? 夫をほめる女                                                      | 杜けあき     | 洞沢美恵子            | 道木広志 | 13.9%  |
| 26                                                             | 9月22日 | 安浦刑事祭り太鼓を打つ！喪服の女                                                       | 山口果林     | 荻原美和子            | 道木広志 | 16.1%  |
| 27                                                             | 9月29日 | 浄蓮の滝に立つ女！伊豆長岡、母と娘の絆の秘密… 1枚の写真が悪徳検事の黒い欲望を暴いた!?  | 奈良岡朋子   | 奥村俊雄              | 吉川一義 | 21.1%  |
| 平均視聴率 18.5%（視聴率はビデオリサーチ調べ、関東地区・世帯） |         |                                                                                        |              |                       |          |        |

### 2000年スペシャル
- 前年と同様に元旦の放送であるが、放送時間は2時間半枠（21:00 - 23:24）へと拡大された。

| 放送日         | サブタイトル                                               | メインゲスト | 脚本     | 監督     | 視聴率 |
| -------------- | ---------------------------------------------------------- | ------------ | -------- | -------- | ------ |
| 2000年01月01日 | 安浦刑事、韓国へ飛ぶ！釜山港へ帰る女・父と娘、遙かなる帰郷 | 中原果南     | 石原武龍 | 天野利彦 | 13.3%  |

### 第13シリーズ（2000年）
- 放送期間：2000年4月5日 - 9月27日
- 放送回数：全26回（第1話・第25話はスペシャル版として放送）
- 6分繰り上げ放送（20:54 - 21:48）。
- 第15話は「放送300回スペシャル」と題し、藤田まことの手による原案作（エンディングでは本名の「原田真」名義でクレジット）が放送された。
- 番組キャッチコピーは『だから、明日も、生きてみよう。』。

| 放送回                                                         | 放送日  | サブタイトル                                                                         | メインゲスト | 脚本         | 監督     | 視聴率 |
| -------------------------------------------------------------- | ------- | ------------------------------------------------------------------------------------ | ------------ | ------------ | -------- | ------ |
| 1                                                              | 4月05日 | 長崎平戸、オランダ橋の女！ 夫を尾行する妻の秘密…迷走する家族!?                       | 酒井和歌子   | 小木曾豊斗   | 吉川一義 | 16.4%  |
| 2                                                              | 4月12日 | 未練のラーメン!? 別れた妻へのプロポーズ！                                            | 左とん平     | 難波江由紀子 | 岡屋龍一 | 16.0%  |
| 3                                                              | 4月19日 | 妊娠3ヶ月の投身自殺!? 神田川を唄う女                                                 | 藤谷美紀     | 奥村俊雄     | 岡屋龍一 | 17.1%  |
| 4                                                              | 4月26日 | うなぎの味は親子の絆!? 婚約者を売った女                                              | 久野真紀子   | 石原武龍     | 天野利彦 | 16.1%  |
| 5                                                              | 5月03日 | 8年間騙された妻!? 秘密のラストダンス                                                 | 花紀京       | 大塚孝典     | 天野利彦 | 13.7%  |
| 6                                                              | 5月10日 | 夫婦で偽証!? 行列のできるギョーザ屋！                                                | 小林幸子     | 洞沢美恵子   | 吉川一義 | 14.0%  |
| 7                                                              | 5月17日 | 安浦刑事が目撃者！死体が歩いた!?                                                     | 藤田哲也     | 難波江由紀子 | 吉川一義 | 18.5%  |
| 8                                                              | 5月24日 | 安浦刑事が漫才師に!? 泣き笑いの女！                                                  | 俵山栄子     | 旺季志ずか   | 道木広志 | 16.6%  |
| 9                                                              | 5月31日 | 匿名電話の女！足音がアリバイ!?                                                       | 佐藤友紀     | 奥村俊雄     | 道木広志 | 16.8%  |
| 10                                                             | 6月07日 | 襲われた女子大生！殴られ屋が殺人犯!?                                                 | 梅野泰靖     | 小木曾豊斗   | 息邦夫   | 14.5%  |
| 11                                                             | 6月14日 | 善意が生んだ殺意!? 急行電車を停めた男！                                              | 一色彩子     | 奥村俊雄     | 息邦夫   | 14.1%  |
| 12                                                             | 6月21日 | 学級崩壊殺人!? 里見刑事の息子が犯人？                                                | あめくみちこ | 難波江由紀子 | 天野利彦 | 12.7%  |
| 13                                                             | 6月28日 | 死人が殺人!? 夫に逃げられた女！                                                      | 藤田佳子     | 杉昌英       | 岡屋龍一 | 15.1%  |
| 14                                                             | 7月05日 | 花に殺意を!? 嫉妬する女！                                                            | 杜けあき     | 石原武龍     | 岡屋龍一 | 13.3%  |
| 15                                                             | 7月12日 | 安浦刑事が女になった!? 母と娘の秘密！                                                | 坂口良子     | 小木曾豊斗   | 吉川一義 | 16.3%  |
| 16                                                             | 7月19日 | バス停を盗んだ女！500メートルの愛!?                                                  | 若林しほ     | 奥村俊雄     | 高畑隆史 | 21.7%  |
| 17                                                             | 7月26日 | ニセ安浦刑事が殺人!? 横恋募された女！                                                | 中本賢       | 洞沢美恵子   | 高畑隆史 | 15.1%  |
| 18                                                             | 8月02日 | 代行殺人!? 覗かれた女                                                                | 吉野公佳     | 大塚孝典     | 岡屋龍一 | 13.9%  |
| 19                                                             | 8月09日 | 夫がチカン!? 噂を流された女                                                          | 杉田かおる   | 旺季志ずか   | 岡屋龍一 | 18.7%  |
| 20                                                             | 8月16日 | 殺人アリバイの謎！面会を拒んだ女                                                     | 立河宜子     | 奥村俊雄     | 天野利彦 | 16.8%  |
| 21                                                             | 8月23日 | 真夜中の連続殺人！頭に来る女!?                                                       | 石野真子     | 石原武龍     | 道木広志 | 17.2%  |
| 22                                                             | 8月30日 | 笑う死体!? 愛を二度横取りされた女！                                                  | 岡まゆみ     | 洞沢美恵子   | 道木広志 | 12.5%  |
| 23                                                             | 9月06日 | 少年が見た母の犯罪!? 駄菓子屋の女                                                    | 藤田朋子     | 小木曾豊斗   | 天野利彦 | 19.1%  |
| 24                                                             | 9月13日 | ペット虐待殺人!? 捨てられた女！                                                      | 赤座美代子   | 荻原美和子   | 天野利彦 | 19.9%  |
| 25                                                             | 9月20日 | 津軽海峡、さいはての母！息子は殺人犯!? 東京－青森－龍飛岬、犬だけが真実を知っていた… | いしだあゆみ | 難波江由紀子 | 吉川一義 | 17.1%  |
| 26                                                             | 9月27日 | ずぶ濡れの女!? 遅すぎた再会！                                                        | 田川寿美     | 難波江由紀子 | 吉川一義 | 14.4%  |
| 平均視聴率 16.1%（視聴率はビデオリサーチ調べ、関東地区・世帯） |         |                                                                                      |              |              |          |        |

### 2001年スペシャル
- 2時間枠（20:54 - 23:09）にて放送。

| 放送日         | サブタイトル                                                                                   | メインゲスト | 脚本     | 監督     | 視聴率 |
| -------------- | ---------------------------------------------------------------------------------------------- | ------------ | -------- | -------- | ------ |
| 2001年01月03日 | 飛騨高山、白川郷に消えた女 安浦刑事が誤認逮捕で辞職の危機!? 夫婦の絆を断ち切る巨大な殺意の罠！ | 吉幾三       | 奥村俊雄 | 吉川一義 | 16.9%  |

### 第14シリーズ（2001年）
- 放送期間：2001年4月4日 - 9月26日
- 放送回数：全24回（第1話・第24話はスペシャル版として放送）
- 6分繰り上げ放送（20:54 - 21:48）。
- 2001年9月12日は、本来直後の時間に放送される『ニュースステーション』が、前日発生したアメリカ同時多発テロ事件を受けて21:00からの特別編成となったため休止。
- 近畿地区の朝日放送（ABC）では、他の地区で最終回が放送された9月26日にプロ野球・大阪近鉄バファローズのパ・リーグ優勝決定試合の緊急特番（当日に近鉄のリーグ優勝が決定）が急遽編成されたため、9月29日に振替放送された。

| 放送回                                                         | 放送日  | サブタイトル                                                   | メインゲスト | 脚本         | 監督     | 視聴率 |
| -------------------------------------------------------------- | ------- | -------------------------------------------------------------- | ------------ | ------------ | -------- | ------ |
| 1                                                              | 4月04日 | 安浦刑事を愛した女 東京〜倉敷〜瀬戸内、空白の28年…危険な再会！ | 池上季実子   | 宮川一郎     | 吉川一義 | 12.3%  |
| 2                                                              | 4月11日 | 安浦刑事が魚屋に婿入り!? 匂いを嗅ぐ女                          | 岡本夏生     | 旺季志ずか   | 岡屋龍一 | 13.6%  |
| 3                                                              | 4月18日 | 密室に風船100個の愛!? 幸せを探す女                             | 小林綾子     | 奥村俊雄     | 天野利彦 | 13.8%  |
| 4                                                              | 4月25日 | IT殺人!? インターネット犯罪に挑戦した安浦刑事                  | 織本順吉     | 小木曾豊斗   | 岡屋龍一 | 18.6%  |
| 5                                                              | 5月02日 | 署長の秘密!? 一度死んだ女                                      | 三浦リカ     | 小木曾豊斗   | 天野利彦 | 12.1%  |
| 6                                                              | 5月09日 | 襲われた刑事！高級マンションを買う女                           | 若林しほ     | 難波江由紀子 | 吉川一義 | 13.4%  |
| 7                                                              | 5月16日 | 妻が見た三角関係の秘密！拾われた女!?                           | 友里千賀子   | 石原武龍     | 吉川一義 | 13.5%  |
| 8                                                              | 5月23日 | 同窓会の夜の不倫!? 靴を買い換えない女                          | 有森也実     | 奥村俊雄     | 高畑隆史 | 15.0%  |
| 9                                                              | 5月30日 | オマケの男を愛した女！犯人は有名人!?                           | 徳井優       | 小木曾豊斗   | 吉川一義 | 13.2%  |
| 10                                                             | 6月06日 | 女たちの戦い！殺意のガーデニング                               | 姿晴香       | 旺季志ずか   | 天野利彦 | 15.0%  |
| 11                                                             | 6月13日 | 高級ブランドの女！夫は小遣い250円!?                            | 春風ひとみ   | 難波江由紀子 | 天野利彦 | 14.9%  |
| 12                                                             | 6月20日 | 苦情処理係が殺人!? ロボット犬を飼う女                          | 川上麻衣子   | 杉昌英       | 高畑隆史 | 16.9%  |
| 13                                                             | 6月27日 | 山手中央署に新メンバー登場！移動する血痕の謎!?                 | 北原佐和子   | 石原武龍     | 岡屋龍一 | 17.1%  |
| 14                                                             | 7月04日 | 美人は得？キレイになりたい女の逆襲!?                           | 片桐はいり   | 難波江由紀子 | 岡屋龍一 | 14.7%  |
| 15                                                             | 7月11日 | 東京タワーで待つ女                                             | 久野真紀子   | 奥村俊雄     | 岡屋龍一 | 14.6%  |
| 16                                                             | 7月18日 | 恩返し殺人!? 570回の嫌がらせ！                                 | 平淑恵       | 宮川一郎     | 道木広志 | 13.6%  |
| 17                                                             | 8月01日 | 最後の家族旅行!? 光る泥ダンゴの秘密                            | 杉田かおる   | 小木曾豊斗   | 高畑隆史 | 14.6%  |
| 18                                                             | 8月08日 | 他人の家で寝る女                                               | 一柳みる     | 大塚孝典     | 天野利彦 | 13.2%  |
| 19                                                             | 8月15日 | ひまわりが見た母の殺意！無銭飲食の女                           | 秋本奈緒美   | 難波江由紀子 | 岡屋龍一 | 12.0%  |
| 20                                                             | 8月22日 | ぬれぎぬ殺人！ついていない男と女!?                             | 水木薫       | 奥村俊雄     | 岡屋龍一 | 13.7%  |
| 21                                                             | 8月29日 | 愛の殺意！安浦刑事にすがる女!?                                 | 高橋ひとみ   | 石原武龍     | 道木広志 | 15.4%  |
| 22                                                             | 9月05日 | 友情殺人!? 結婚式をドタキャンした女                            | 渡辺典子     | 奥村俊雄     | 息邦夫   | 14.9%  |
| 23                                                             | 9月19日 | 28色の声で笑う女!? 30分だけの親子団欒                          | 清水由貴子   | 荻原美和子   | 吉川一義 | 14.6%  |
| 24                                                             | 9月26日 | 立待岬に消えた女！ 東京－函館－奥尻島、死んだ母は生きていた!?  | 有馬稲子     | 石原武龍     | 吉川一義 | 13.9%  |
| 平均視聴率 14.3%（視聴率はビデオリサーチ調べ、関東地区・世帯） |         |                                                                |              |              |          |        |

### 2002年スペシャル
- 前年までとは異なり、2時間半枠（21:00 - 23:24）にて放送。

| 放送日         | サブタイトル                                           | メインゲスト | 脚本     | 監督     | 視聴率 |
| -------------- | ------------------------------------------------------ | ------------ | -------- | -------- | ------ |
| 2002年01月03日 | 阿波鳴門 うず潮に逆巻くふたりの女壮絶…野田刑事殉職す！ | 木の実ナナ   | 奥村俊雄 | 吉川一義 | 18.7%  |

### 第15シリーズ（2002年）
- 放送期間：2002年4月3日 - 10月2日
- 放送回数：全26回（第1話・第26話はスペシャル版として放送）

| 放送回                                                         | 放送日   | サブタイトル                                                                                   | メインゲスト | 脚本         | 監督     | 視聴率 |
| -------------------------------------------------------------- | -------- | ---------------------------------------------------------------------------------------------- | ------------ | ------------ | -------- | ------ |
| 1                                                              | 4月03日  | 伊勢志摩、真珠の海に消えたふたりの女瞼の母は殺人犯!?                                           | 水谷八重子   | 小木曾豊斗   | 吉川一義 | 12.9%  |
| 2                                                              | 4月10日  | 身代金2000万円と父が消えた!? 安浦刑事を馬鹿野郎と呼んだ女                                      | あおい輝彦   | 石原武龍     | 岡屋龍一 | 13.2%  |
| 3                                                              | 4月17日  | 殺人現場から消えた女 安浦刑事、弁当屋になる!?                                                  | 中野英雄     | 奥村俊雄     | 岡屋龍一 | 12.8%  |
| 4                                                              | 4月24日  | まだ見ぬ娘に捧げる子守唄 引き裂かれた家族写真！                                                | 大島さと子   | 旺季志ずか   | 高畑隆史 | 11.1%  |
| 5                                                              | 5月01日  | 息子が痴漢!? 親バカ殺人事件                                                                    | 堀内孝雄     | 石原武龍     | 高畑隆史 | 11.6%  |
| 6                                                              | 5月08日  | 癒し殺人!? 観覧車に揺れる女                                                                    | 根本りつ子   | 大塚孝典     | 吉川一義 | 11.9%  |
| 7                                                              | 5月15日  | 初恋の人が殺人犯!? 女が化粧を落とす時                                                          | 筒井真理子   | 奥村俊雄     | 天野利彦 | 13.2%  |
| 8                                                              | 5月22日  | 1円玉強盗!? 宅配便で送られた妻！                                                               | 左とん平     | 難波江由紀子 | 吉川一義 | 13.0%  |
| 9                                                              | 5月29日  | ラーメンが暴いた殺人！目撃者は見なかった!?                                                     | 峰岸徹       | 奥村俊雄     | 道木広志 | 11.8%  |
| 10                                                             | 6月05日  | 刑務所に入りたい女!? 赤い口紅の殺意                                                            | 白木万理     | 小木曾豊斗   | 道木広志 | 10.2%  |
| 11                                                             | 6月12日  | 衝動殺人！ラブホテルで強請られた母!?                                                           | 藤田朋子     | 小木曾豊斗   | 高畑隆史 | 11.7%  |
| 12                                                             | 6月19日  | 盗聴された女の秘密!? 復讐される家族！                                                          | 綿引勝彦     | 石原武龍     | 岡屋龍一 | 12.5%  |
| 13                                                             | 6月26日  | 死を呼ぶ恋人ごっこ！川辺課長が殺人!?                                                           | 石野真子     | 旺季志ずか   | 高畑隆史 | 08.1%  |
| 14                                                             | 7月03日  | 嫉妬殺人!? 40才違いの恋人の秘密                                                                | 寺田農       | 奥村俊雄     | 関本郁夫 | 09.7%  |
| 15                                                             | 7月10日  | 不法侵入殺人！人妻の不倫がアリバイ!?                                                           | 芦川よしみ   | 奥村俊雄     | 吉川一義 | 13.2%  |
| 16                                                             | 7月17日  | 殺意のウエディングドレス！移動美容室の女                                                       | 水木薫       | 荻原美和子   | 息邦夫   | 10.0%  |
| 17                                                             | 7月24日  | お子様ランチ殺人事件!? 高齢出産の女                                                            | 一柳みる     | 石原武龍     | 高畑隆史 | 14.9%  |
| 18                                                             | 7月31日  | ご近所付き合いの殺意！引き裂かれた朝顔!?                                                       | 姿晴香       | 洞沢美恵子   | 道木広志 | 12.8%  |
| 19                                                             | 8月07日  | "ありがとう"で殺人!? ふたりの母と同居する女                                                    | 平淑恵       | 杉昌英       | 岡屋龍一 | 12.5%  |
| 20                                                             | 8月14日  | ピッキングする女！犬が見た姉妹の秘密                                                           | 岡まゆみ     | 藤原嘉子     | 吉川一義 | 12.2%  |
| 21                                                             | 8月21日  | 嫁vs姑、大バトル！チョコレートうどんを食べる女                                                 | 山田まりや   | 小木曾豊斗   | 岡屋龍一 | 12.8%  |
| 22                                                             | 9月04日  | 張込み                                                                                         | 吉野きみ佳   | 奥村俊雄     | 高畑隆史 | 14.3%  |
| 23                                                             | 9月11日  | 天使の殺意!? 飛び降り志願の女！                                                                | 清水ミチコ   | 奥村俊雄     | 岡屋龍一 | 10.8%  |
| 24                                                             | 9月18日  | 安浦刑事の嫁姑戦争!? 殺人逃亡者を愛した女                                                      | 赤座美代子   | 旺季志ずか   | 岡屋龍一 | 11.3%  |
| 25                                                             | 9月25日  | 包丁を抱く女！安浦家に大事件が!?                                                               | 未来貴子     | 小木曾豊斗   | 岡屋龍一 | 12.5%  |
| 26                                                             | 10月02日 | みかんの丘で泣く女 東京-伊豆-大島三原山連続殺人ルート！ さくらのママ危機一髪！安浦刑事が怒る時 | 長山藍子     | 難波江由紀子 | 吉川一義 | 11.8%  |
| 平均視聴率 12.1%（視聴率はビデオリサーチ調べ、関東地区・世帯） |          |                                                                                                |              |              |          |        |

### 2003年スペシャル
- 前年と同様に、2時間半枠（21:00 - 23:24）にて放送。

| 放送日         | サブタイトル                                                            | メインゲスト | 脚本     | 監督     | 視聴率 |
| -------------- | ----------------------------------------------------------------------- | ------------ | -------- | -------- | ------ |
| 2003年01月01日 | 東京-稚内-礼文島北の最果て宗谷岬、 それぞれの旅立ちさよなら、三波主任！ | 渡辺美佐子   | 石原武龍 | 吉川一義 | 16.0%  |

### 第16シリーズ（2003年）
→ゲストは「第16シリーズ（2003年）」を参照
- 放送期間：2003年4月2日 - 9月17日
- 放送回数：全24回（第1話・第24話はスペシャル版として放送）

| 放送回                                                         | 放送日  | サブタイトル                                         | メインゲスト | 脚本         | 監督     | 視聴率 |
| -------------------------------------------------------------- | ------- | ---------------------------------------------------- | ------------ | ------------ | -------- | ------ |
| 1                                                              | 4月02日 | 安浦刑事、怒りの大捜査線娘の恋人・山岡刑事、殉職す！ | 城島茂       | 奥村俊雄     | 吉川一義 | 17.4%  |
| 2                                                              | 4月09日 | 覗かれた母の交換日記！月の沙漠殺人事件               | 左時枝       | 石原武龍     | 岡屋龍一 | 13.1%  |
| 3                                                              | 4月16日 | 赤ちゃんが消えた!? 人殺しと呼ばれた父                | 大沢樹生     | 小木曾豊斗   | 高畑隆史 | 13.3%  |
| 4                                                              | 4月23日 | わが子を叱れない！殺意の家族写真                     | 大島さと子   | 難波江由紀子 | 岡屋龍一 | 11.9%  |
| 5                                                              | 4月30日 | 夫と子供を返して…完全犯罪トリックを崩せ！            | 生稲晃子     | 奥村俊雄     | 高畑隆史 | 13.7%  |
| 6                                                              | 5月07日 | 潜入捜査！故郷を捨てた男と女                         | 梨本謙次郎   | 大塚孝典     | 天野利彦 | 12.2%  |
| 7                                                              | 5月14日 | 悪質商法殺人！安浦刑事を騙した女                     | 久野真紀子   | 難波江由紀子 | 天野利彦 | 14.3%  |
| 8                                                              | 5月21日 | 新人女性刑事の恋人が犯人!? 倹約殺人！                | 丹波義隆     | 洞沢美恵子   | 吉川一義 | 13.7%  |
| 9                                                              | 5月28日 | 娘よ！最終バスを盗んだ父と母                         | 未来貴子     | 石原武龍     | 吉川一義 | 13.6%  |
| 10                                                             | 6月04日 | 狙われた六月の花嫁                                   | 宮川一朗太   | 小木曾豊斗   | 吉川一義 | 12.4%  |
| 11                                                             | 6月11日 | 安浦刑事人質事件                                     | 国広富之     | 奥村俊雄     | 岡屋龍一 | 12.5%  |
| 12                                                             | 6月25日 | 誤認逮捕が悲劇を生んだ！2300万円の殺意!?             | そのまんま東 | 奥村俊雄     | 岡屋龍一 | 09.7%  |
| 13                                                             | 7月02日 | 秘密の指輪を持つ女                                   | 堀内孝雄     | 難波江由紀子 | 高畑隆史 | 14.4%  |
| 14                                                             | 7月09日 | 1億円の悪女                                          | 池上季実子   | 宮川一郎     | 吉川一義 | 12.0%  |
| 15                                                             | 7月16日 | 女子大生主婦40才の犯罪！時間差で死んだ姑!?           | 岩崎良美     | 石原武龍     | 高畑隆史 | 11.2%  |
| 16                                                             | 7月23日 | 白昼の通り魔！星占いの女                             | 池田政典     | 小木曾豊斗   | 吉川一義 | 12.6%  |
| 17                                                             | 7月30日 | スキャンダル殺人！女性エリート官僚の裏の顔           | 若林志穂     | 旺季志ずか   | 道木広志 | 12.0%  |
| 18                                                             | 8月06日 | 噂の殺意!? 耳掃除の好きな女                          | 一色彩子     | 大塚孝典     | 天野利彦 | 11.0%  |
| 19                                                             | 8月13日 | 表札マーキング殺人事件 ミニ豚を飼う女                | 一柳みる     | 杉昌英       | 宮坂清彦 | 10.6%  |
| 20                                                             | 8月20日 | おふくろさん殺人事件!? モノマネが暴いた真犯人        | コロッケ     | 石原武龍     | 岡屋龍一 | 11.7%  |
| 21                                                             | 8月27日 | 謎の落書犯！東京－富士五湖、樹海に消えた父           | 山田まりや   | 難波江由紀子 | 岡屋龍一 | 10.8%  |
| 22                                                             | 9月03日 | 安浦刑事が殴った女！                                 | あいはら友子 | 奥村俊雄     | 高畑隆史 | 10.6%  |
| 23                                                             | 9月10日 | 田崎刑事が母に!? 顔のない男                          | 藤田朋子     | 洞沢美恵子   | 高畑隆史 | 11.5%  |
| 24                                                             | 9月17日 | さよなら里見刑事！視姦!? 覗かれた真犯人              | 丘みつ子     | 小木曾豊斗   | 吉川一義 | 13.9%  |
| 平均視聴率 12.5%（視聴率はビデオリサーチ調べ、関東地区・世帯） |         |                                                      |              |              |          |        |

### 2004年スペシャル
- 前年と同様に、2時間半枠（21:00 - 23:24）にて放送。

| 放送日         | サブタイトル                                                                   | メインゲスト | 脚本         | 監督     | 視聴率 |
| -------------- | ------------------------------------------------------------------------------ | ------------ | ------------ | -------- | ------ |
| 2004年01月01日 | さよなら林刑事…生きるんだ！ 東京-熊本-阿蘇山噴火口、安浦刑事決死の潜入大捜査線 | 吉本多香美   | 難波江由紀子 | 吉川一義 | 14.3%  |

### 第17シリーズ（2004年）
- 放送期間：2004年7月7日 - 9月22日
- 放送回数：全12回（第7話・第12話はスペシャル版として放送）
- 同シリーズより、放送期間が従来までの2クールから1クールへと短縮された。
- 第1話と第2話は、シリーズ初となる前後編として制作された。

| 放送回                                                         | 放送日  | サブタイトル                                                    | メインゲスト | 脚本         | 監督     | 視聴率 |
| -------------------------------------------------------------- | ------- | --------------------------------------------------------------- | ------------ | ------------ | -------- | ------ |
| 1                                                              | 7月07日 | 能登和倉温泉に甦る親子愛…疑惑の再会                             | 有馬稲子     | 石原武龍     | 吉川一義 | 10.3%  |
| 2                                                              | 7月14日 | 能登和倉温泉に引き裂かれた親子愛の謎！                          | 有馬稲子     | 石原武龍     | 吉川一義 | 10.8%  |
| 3                                                              | 7月21日 | ふしだらな女の秘密 路上で消えた犯人!?                           | 藤田朋子     | 奥村俊雄     | 高畑隆史 | 15.4%  |
| 4                                                              | 7月28日 | 三毛猫は見た！狙われた駐在さん                                  | 石田太郎     | 小木曾豊斗   | 高畑隆史 | 08.3%  |
| 5                                                              | 8月04日 | 妻が見た三角関係！カラスの女房殺人事件!?                        | 小林綾子     | 石原武龍     | 道木広志 | 08.7%  |
| 6                                                              | 8月11日 | 青年介護士の犯罪!? 優しい男がキレる時                           | 高橋一生     | 洞沢美恵子   | 天野利彦 | 11.7%  |
| 7                                                              | 8月18日 | 安浦刑事、真夏の夜の大捜査！ 5つの事件を結んだ3つの家族の点と線 | 森本レオ     | 小木曾豊斗   | 高畑隆史 | 12.3%  |
| 8                                                              | 8月25日 | 家族よ甦れ！12才の危険な親孝行!?                                | 丘みつ子     | 難波江由紀子 | 吉川一義 | 10.4%  |
| 9                                                              | 9月01日 | 安浦刑事が花嫁の父!? 嫁姑、涙の手料理                           | 三沢あけみ   | 洞沢美恵子   | 天野利彦 | 10.6%  |
| 10                                                             | 9月08日 | 保険証詐欺の女たち!? 結婚指輪の秘密                             | 相田翔子     | 難波江由紀子 | 岡屋龍一 | 10.3%  |
| 11                                                             | 9月15日 | 密室殺人!? 謎の高級ブランド夫婦が消えた！                       | 大沢逸美     | 小木曾豊斗   | 道木広志 | 09.9%  |
| 12                                                             | 9月22日 | 東京－岩手花巻温泉500Km運命の男と女、 愛の完全犯罪トリック      | 内藤剛志     | 奥村俊雄     | 岡屋龍一 | 16.0%  |
| 平均視聴率 11.7%（視聴率はビデオリサーチ調べ、関東地区・世帯） |         |                                                                 |              |              |          |        |

### 2005年スペシャル
- 前年と同様に、2時間半枠（21:00 - 23:24）にて放送。

| 放送日         | サブタイトル                                                      | メインゲスト | 脚本     | 監督     | 視聴率 |
| -------------- | ----------------------------------------------------------------- | ------------ | -------- | -------- | ------ |
| 2005年01月01日 | 東京-九州唐津、玄界灘に消えた男と女デパ地下グルメ完全犯罪を暴け！ | 田村亮       | 石原武龍 | 吉川一義 | 11.6%  |

### ファイナル（2005年）
- 放送期間：2005年4月20日 - 6月29日
- 放送回数：全10回（第1話・第10話はスペシャル版として放送）
- 前述の通り、関東地区では最終回放送に先駆け当日15時から2時間枠の特別番組『最終回直前スペシャル』が編成された。
- 番組キャッチコピーは『さよなら安浦刑事 18年間の感動をありがとう！』。

| 放送回                                                         | 放送日  | サブタイトル                                      | メインゲスト | 脚本         | 監督     | 視聴率 |
| -------------------------------------------------------------- | ------- | ------------------------------------------------- | ------------ | ------------ | -------- | ------ |
| 1                                                              | 4月20日 | さよなら安浦刑事！殉職！須藤刑事 島原に散る       | 池上季実子   | 石原武龍     | 吉川一義 | 14.8%  |
| 2                                                              | 4月27日 | 安浦刑事を騙す女!? 最後の新刑事、登場！           | 生稲晃子     | 難波江由紀子 | 高畑隆史 | 11.7%  |
| 3                                                              | 5月04日 | 襲われた父！亡き妻に会った安浦刑事!?              | 末永遥       | 洞沢美恵子   | 道木広志 | 11.2%  |
| 4                                                              | 5月11日 | 雨宿り殺人!? 容疑者を泣かせた安浦刑事             | 内海光司     | 奥村俊雄     | 高畑隆史 | 10.6%  |
| 5                                                              | 5月18日 | 負け犬の殺意!? 安浦刑事の娘が結婚！               | 藤田朋子     | 奥村俊雄     | 天野利彦 | 11.8%  |
| 6                                                              | 5月25日 | タクシードライバー殺人事件！帰ってきた里見刑事!?  | ぼんちおさむ | 小木曾豊斗   | 岡屋龍一 | 11.7%  |
| 7                                                              | 6月01日 | 狙われた母子！安浦刑事、最後の張込み              | 平淑恵       | 小木曾豊斗   | 岡屋龍一 | 12.7%  |
| 8                                                              | 6月15日 | オムライス殺人事件!? 不運に泣く安浦刑事！         | 堀内孝雄     | 洞沢美恵子   | 高畑隆史 | 10.7%  |
| 9                                                              | 6月22日 | 娘の結婚前夜…安浦刑事、最後の捜査へ！朝帰り殺人!! | 国分佐智子   | 田口智子     | 道木広志 | 11.8%  |
| 10                                                             | 6月29日 | 安浦刑事よ永遠に                                  | 神田正輝     | 石原武龍     | 吉川一義 | 16.8%  |
| 平均視聴率 13.0%（視聴率はビデオリサーチ調べ、関東地区・世帯） |         |                                                   |              |              |          |        |

### スペシャル（2005年 -2007年、 2009年）
| 放送日         | サブタイトル | メインゲスト | 脚本              | 監督     | 視聴率 |
| -------------- | --- | ------------ | ----------------- | -------- | ------ |
| 2005年12月21日 | 帰ってきた安浦刑事 そして…さよなら田崎刑事 | 岡本麗       | 奥村俊雄          | 岡屋龍一 | 17.5%  |
| 2006年12月30日 | 帰ってきた安浦刑事 殉職…さらば夏目刑事 | 東ちづる     | 石原武龍 田口智子 | 高畑隆史 | 15.2%  |
| 2007年12月28日 | 20周年記念スペシャル 帰ってきた安浦刑事 命をかけた大捜査 さらば刑事たち                                                                               | 左とん平     | 難波江由紀子      | 岡屋龍一 | 16.3%  |
| 2009年12月26日 | さよなら安浦刑事！命を懸けた最後の大捜査！ 福島二本松、岳温泉に消えた、 "母と呼べない息子"の連続殺人トリック！ 人情刑事・安浦、衝撃の過去が明らかに！ | 佐藤アツヒロ | 奥村俊雄          | 岡屋龍一 | 17.3%  |

- 視聴率はビデオリサーチ調べ、関東地区・世帯

## 再放送
シリーズ放送中より、いわゆる“再放送枠”（関東地方の平日17時台→14時台、関西圏の平日10時台）にて度々再放送が行われており、シリーズ終了後の現在でも不定期に行われている。こうした再放送は、同様に地方局で繰り返し放送されている必殺シリーズと並んで、藤田ファンを増やす要因ともなっている（本人も公式ホームページで再放送についてコメント）他、関西地区（ABC）では、2008年に同時間帯で首位に立っている。他方で関西地区では、毎年『全国高校野球選手権大会中継』や夏休みアニメ大会の放送時に再放送が休止となることもある。
その他、BS朝日でも2008年4月より再放送が行われている。テレ朝チャンネルでは2009年7月までに、第1シリーズから第8シリーズ、第12シリーズから第16シリーズが再放送されており、他のCS放送局では東映チャンネルにて、2011年8月より第1シリーズから順次再放送されている。
2017年11月からはKBS京都でも、第2シリーズから順次実質再放送が始まった。

### 再放送における欠番
本シリーズは前述の通り、主に地上波の平日に再放送されることが多いため、編成上の都合でスペシャル版、それに通常回でも新シリーズが始まる作品の再放送のスケジュールとの兼ね合い、臨時ニュースなどで再放送が飛んでしまう回もある。地上波だけに限らず、編成上融通の利くCS放送でも複数回にわたって飛ばされる回が一部存在するため、そのような欠番扱いとなっている作品を本節にて取り上げる。あくまでも編成上の都合によるものであるため、本節にて紹介されている作品が公式に欠番扱いされているという訳ではない。
CSテレ朝チャンネル
- 第1シリーズ第19話「戦後四十三年 戦争花嫁の秘密」

- 放送当時のテレ朝チャンネルの公式ホームページにも「欠番です」と明記されていた。東映チャンネルでは2011年以降、飛ばされずに放送されている。

- 第13シリーズ第1話「長崎平戸、オランダ橋の女！夫を尾行する妻の秘密…迷走する家族!?」（2時間スペシャル）
- 第13シリーズ第24話「ペット虐待殺人!? 捨てられた女！」

BS朝日
- 第3シリーズ第9話「パソコン通信で殺されたOL」 - 地方差別問題。
- 第6シリーズ第24話「刑事を誘拐した女・裏切られた夢」（2009年の4月と12月の放送時にに、2度にわたって飛ばされている）
- 第8シリーズ第2話・第4話・第5話（2025年の再放送時に未放送）

CS東映チャンネル
- 第6シリーズ第24話「刑事を誘拐した女・裏切られた夢」

地上波再放送時
- 第1シリーズ第5話「記憶を消された女」
- 第3シリーズ第9話「パソコン通信で殺されたOL」
- 第5シリーズ第8話「消された指紋・安浦家に来た家政婦」
- 第6シリーズ第2話「美人コンテスト女王の犯罪!?」
- 第13シリーズ第24話「ペット虐待殺人!? 捨てられた女！」

## 劇場版
1989年11月18日公開。シリーズ中唯一となる劇場用公開作品であり、監督はテレビシリーズの演出陣にも名を連ねる吉川一義が担当。
キャッチコピーは「無情の都会（まち）のハートボイルド」。

### キャスト
主要人物ははぐれ刑事純情派の登場人物を参照。
大沢和也
演 - 小西博之
トラック運転手。豪快な性格で、暴走族に絡まれていたエリを助け一目惚れする。
エリにアプローチを続ける最中、妹の奈緒子（演・黒木永子）が絡んだ殺人事件の容疑者にされる。本シリーズに登場するゲストにおいては珍しく、同一人物の設定でシリーズを跨いで複数回に渡る出演経験を持ち、劇場版以後も第4 - 6の各シリーズで、初回スペシャル恒例のお騒がせ男として安浦の行く先々に登場した。
水城警部
演 - 村井国夫
キャリア組の係長。警察官の身嗜みには厳しく、特にその点において欠けている安浦を馬鹿にしている。検挙率は高いが、そのほとんどは過去の捜査の経験に頼ったものであり、それゆえ暴力団組員の弟の死を彼に制裁された交通違反の前科ある男の仕返しゆえの殺害と決めつけ、さらにはその妹やアリバイの証言者まで札付き呼ばわりするなど、刑事としては非常に器の小さい人間として描かれている。その独善的な態度や、非常に強引な取り調べから、田崎・浅野らから反発が出て、ついには署長に「警察官として根本から間違っている」と忠告され、堪忍袋の緒が切れた安浦刑事からも殴られる。一方で、偶然居合わせたために親子が殺害された事件について語るときに、珍しく感情を露にする一面を見せる。

### スタッフ（劇場版）
- 監督 - 吉川一義
- 脚本 - 石原武龍
- 原案・構成 - 山田信夫
- 企画 - 岡田裕介、桑原秀郎、白崎英介
- 製作 - 高岩淡、小田久栄門
- プロデューサー - 和田徹、東一盛、藤原英一
- 撮影 - 西山誠
- 美術 - 小澤秀高
- 音楽 - 甲斐正人
- 主題曲 - 堀内孝雄「冗談じゃねえ」
- 録音 - 柿沼紀彦
- 照明 - 山口利雄
- 編集 - 只野信也
- 助監督 - 小中肇
- 記録 - 高橋扶佐緒
- 進行主任 - 鎌田賢一
- 擬斗 - 清水照夫
- スチール - 加藤光男

## 小説版
はぐれ刑事純情派-贋作画殺人事件
1991年に勁文社より刊行。シリーズでは唯一となるノベライズ作品であり、同年に放送された第4シリーズ最終話「安浦刑事ドイツに出張す 東京〜ベルリン贋作名画殺人ルート」を基に、執筆も同話数の脚本を担当した篠崎好の手によるものとなっている。